# Вокруг света за 80 дней (роман)
«Вокруг све́та за во́семьдесят дней» (фр. Le tour du monde en quatre-vingts jours) — приключенческий роман французского писателя Жюля Верна (1828-1905), повествующий о путешествии вокруг света эксцентричного и флегматичного англичанина Филеаса Фогга и его слуги-француза Жана Паспарту. Предпринятое путешествие стало результатом делового пари на крупную сумму денег.
Роман был написан в 1872 году, первые главы были опубликованы в ежедневной французской газете «Le Temps» 6 ноября того же года.

## Сюжет
Лондон, 1872 год. Главный герой романа, богатый и образованный джентльмен Филеас Фогг уединённо проживает в своём доме № 7 на улице Сэвиль-Роу. К нему на службу поступает новый слуга, француз Жан Паспарту, бывший пожарный и циркач. По давней привычке Фогг каждый день посещает Реформ-клуб. В одно из посещений его партнеры оживленно обсуждают недавнюю кражу 55 тысяч фунтов в Английском банке и дальнейшую судьбу вора. Все приходят к мысли, что земной шар уменьшился, раз его можно объехать за 80 дней. Фогг тут же заключает пари со скептически настроенным Стюартом, что сможет объехать землю за 80 дней, поставив на кон половину своего состояния — 20 тысяч фунтов. Соперник ставит такую же сумму. Фогг немедленно выезжает на континент, к изумлению Паспарту, забывшего выключить газовое освещение в своей комнате. Фогг и Паспарту начинают своё путешествие вокруг света.
В Суэце к Фоггу присоединяется новый попутчик — сыщик Фикс, считающий, что Фогг и есть дерзкий вор, совершивший кражу в Английском банке. Он просит начальство прислать ордер на арест Фогга в Британскую Индию.
К удивлению Фогга и его попутчиков, железная дорога, пересекающая Индию, оказалась ещё не достроенной. Фогг покупает слона и продолжает свой путь по джунглям. В одном из селений путешественники спасают молодую вдову Ауду, которую местные фанатики богини Кали собирались сжечь заживо вместе с телом её покойного мужа. В Индии женщине оставаться небезопасно, и Фогг великодушно предлагает доставить её к родственнику в Гонконг. Заплатив огромный залог за святотатство, совершённое Паспарту в пагоде Бомбея, путешественники отплывают из Индии.
По прибытии в Гонконг выясняется, что дядя Ауды переехал в Голландию, и Фогг предлагает Ауде отвезти её в Европу. Фикс, не дождавшись ордера на арест, поневоле продолжает свой путь с Фоггом. В Гонконге сыщик напаивает Паспарту, который успевает прийти в себя и добраться до пакетбота «Карнатик», отплывающего в Йокогаму. Команда судна предупреждает пассажиров, что ремонт пакетбота закончится раньше. Паспарту хочет передать это своему господину, но Фикс уводит слугу в курильню, где напаивает его пивом и рассказывает о своей миссии. Но всё же, благодаря усилиям команды судна, Паспарту приходит в себя, оказавшись на корабле «Карнатик». Тем временем Фогг со своими попутчиками не успевает на пароход, не зная где Паспарту. Поэтому ему приходится нанять судно, чтобы дойти до Шанхая, и там пересесть на почтовый пакетбот, идущий в Йокогаму. Фогг и Ауда неожиданно находят Паспарту в цирке Йокогамы и втроём покидают Японию.
Следующим пунктом назначения становится Сан-Франциско⁣ (США). Там их ждут новые приключения: путешествие на поезде через горы и прерии Дикого Запада, встреча со стадом бизонов, обрушение моста на железной дороге, нападение коренных американцев (индейцев) на поезд и спасение Паспарту из их плена, снег в Чикаго и поездка на санях под парусом. Но несмотря на препятствия, они всё-таки добираются до Нью-Йорка.
В Нью-Йорке они узнают, что корабль в Ливерпуль уже ушёл. Фогг нанимает колёсный пароход «Генриетта», который сможет доставить их только в Бордо (Франция). По дороге матросы поднимают бунт против капитана. После этого команда меняет конечную точку маршрута. Когда у корабля заканчивается горючее для котла, Фогг покупает судно и приказывает сжечь все его деревянные части в топке парохода. На этом топливе герои добираются до Великобритании.
Фогг возвращается в Великобританию, и в этот момент его арестовывает Фикс. Через несколько часов выясняется, что настоящий вор уже задержан, Фогга освобождают, и он прибывает в Лондон, но, как он думал, с опозданием на пять минут. Поэтому, считая пари проигранным, Фогг сразу, не заходя в клуб, отправляется домой. На следующий день Фогг признается в любви Ауде. Он решает, что в понедельник (как он считал — это следующий день) обвенчается с Аудой. Паспарту посылают к священнику. Однако преподобный сообщает, что свадьба невозможна, так как завтра воскресенье. Филеас не учёл, что, двигаясь навстречу Солнцу, он совершил путешествие за 79 дней из-за пересечения линии перемены даты. Если бы он двигался с востока на запад, то совершил бы путешествие за 81 день. Мистер Фогг поскорей прибывает в клуб и в последние секунды выигрывает пари. Через два дня проходит свадьба Филеаса и Ауды.

## Путь маршрута

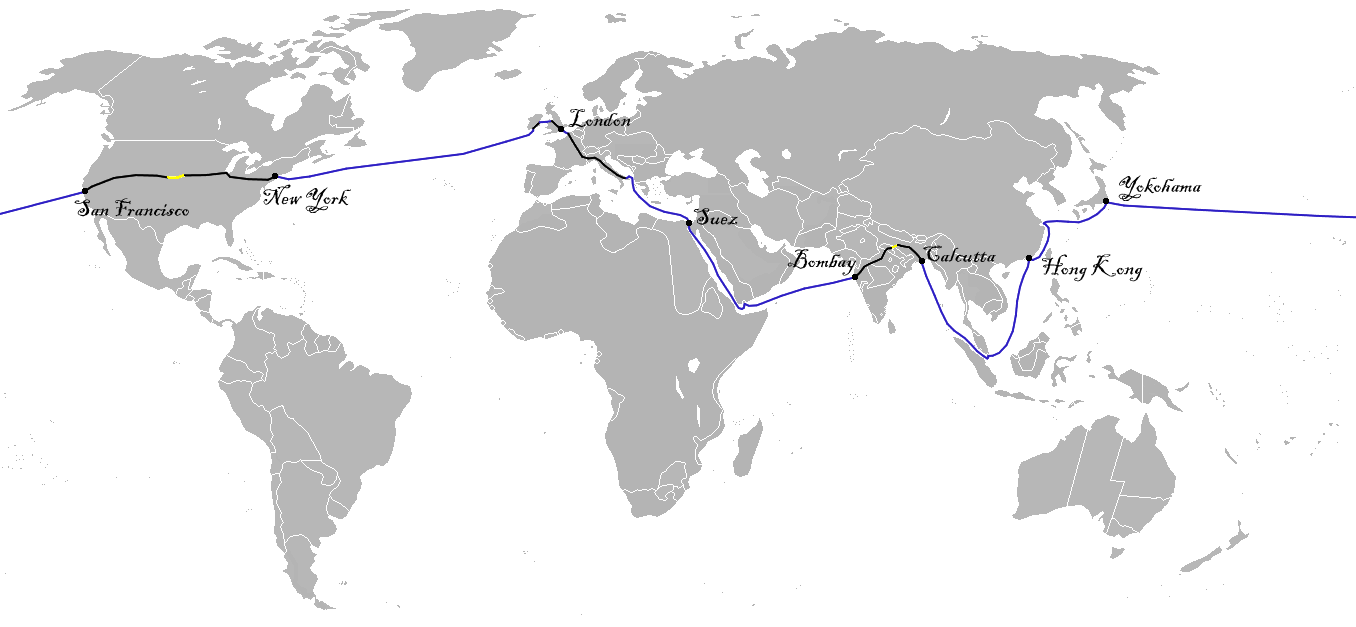
Путешествие Филеаса Фогга на карте мира

| Путь                     | Способ передвижения | Продолжительность |
| ------------------------ | ------------------- | ----------------- |
| Лондон — Суэц            | Поезд и пакетбот    | 7 дней            |
| Суэц — Бомбей            | Пакетбот            | 13 дней           |
| Бомбей — Калькутта       | Поезд и слон        | 3 дня             |
| Калькутта — Гонконг      | Пакетбот            | 13 дней           |
| Гонконг — Иокогама       | Пакетбот            | 6 дней            |
| Иокогама — Сан-Франциско | Пакетбот            | 22 дня            |
| Сан-Франциско — Нью-Йорк | Поезд и сани        | 7 дней            |
| Нью-Йорк — Лондон        | Пакетбот и поезд    | 9 дней            |
| Итог                     | Итог                | 80 дней           |

## Иллюстрации, сделанныеНевиломиБенетом

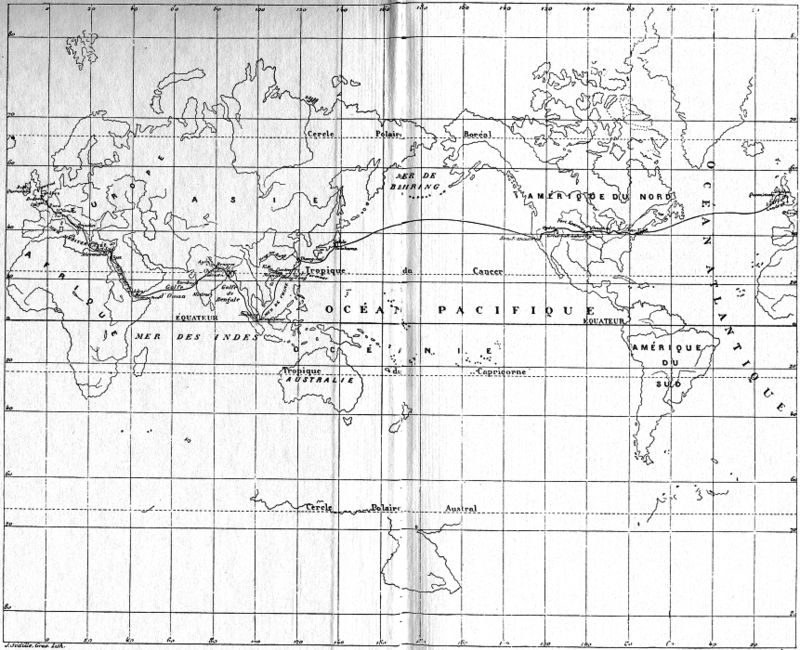
Карта путешествия Филеаса Фогга
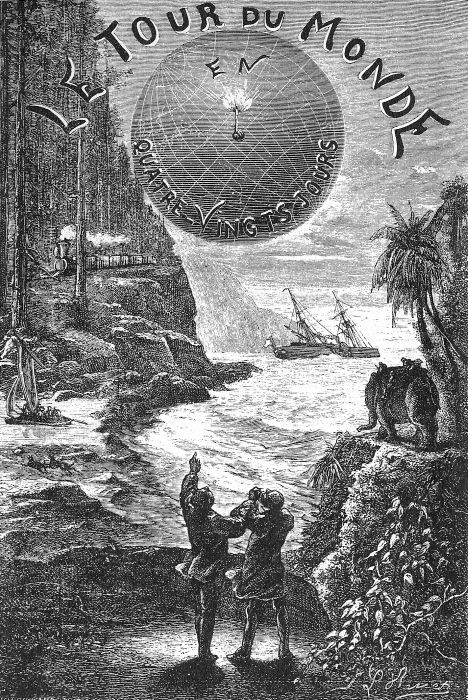
Обложка книги
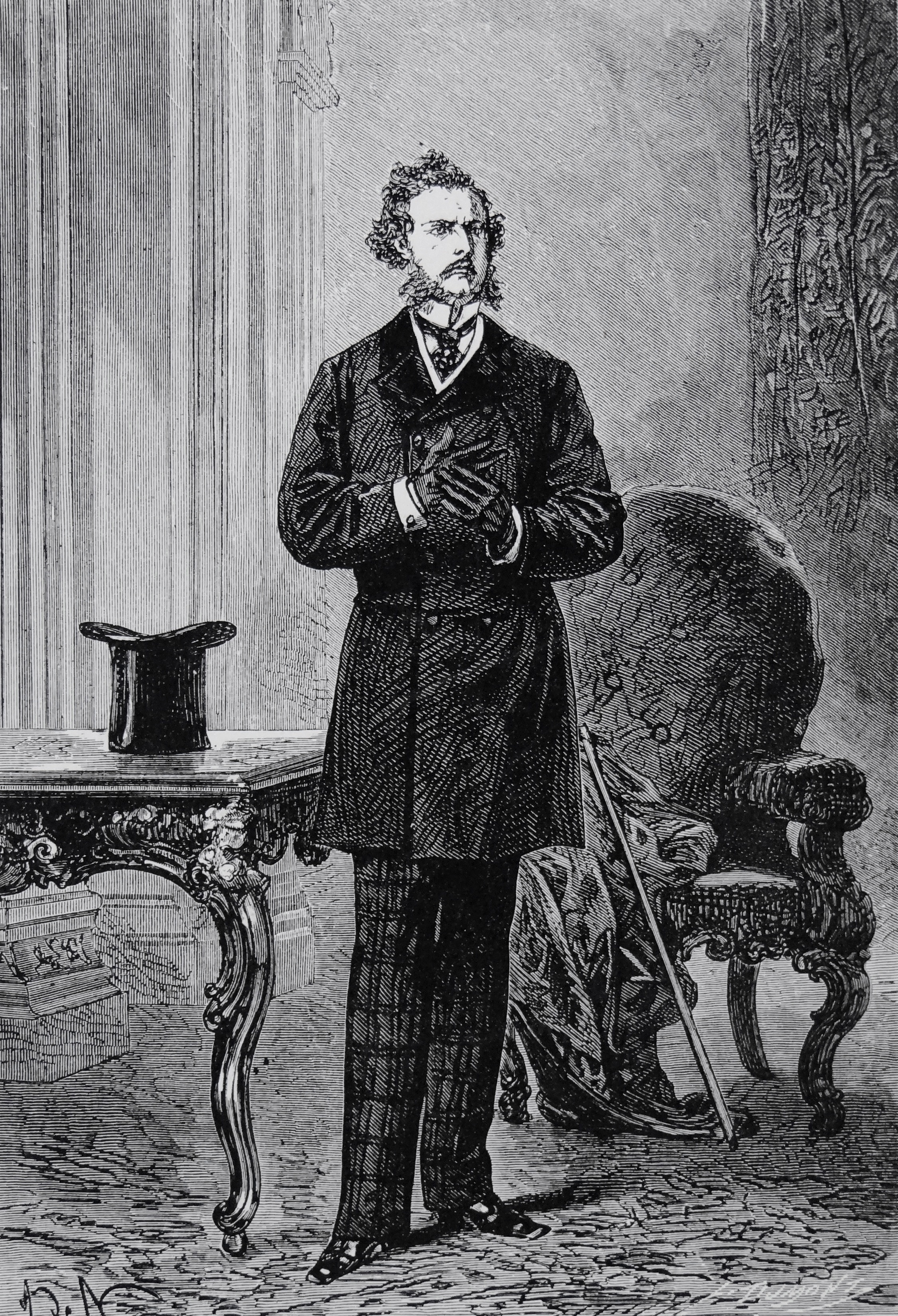
Филеас Фогг
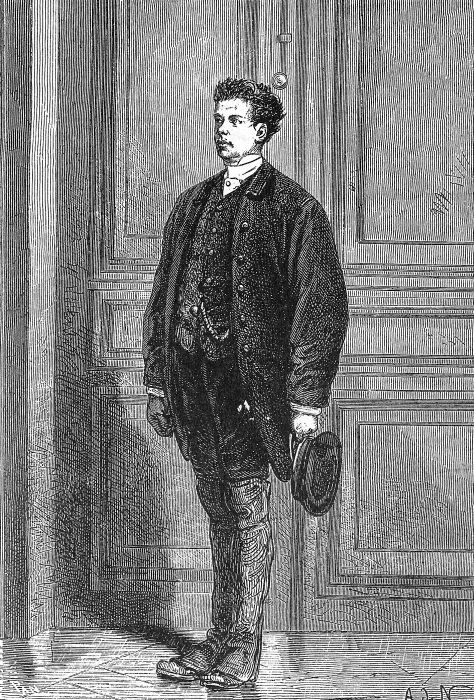
Жан Паспарту
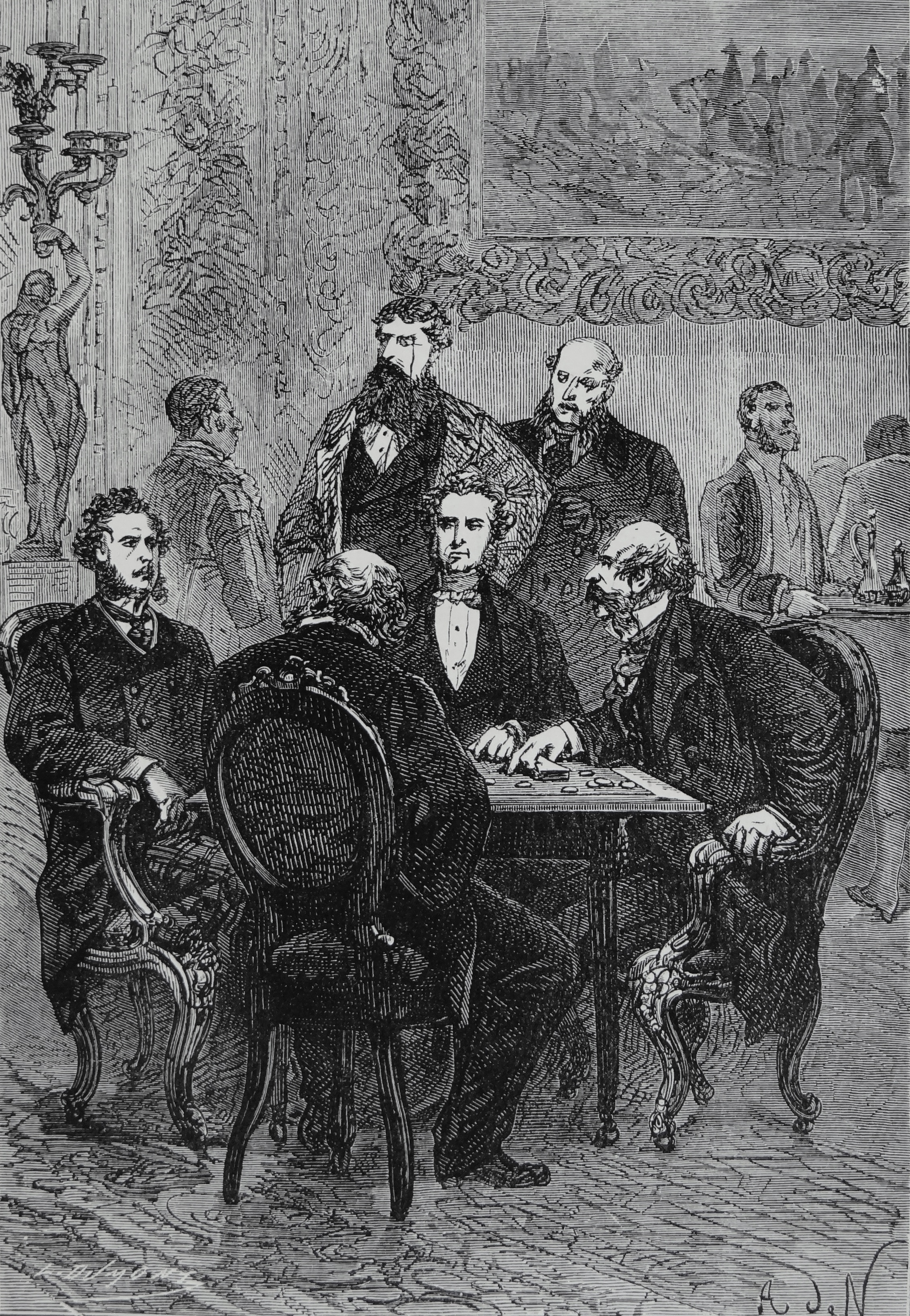
Пари
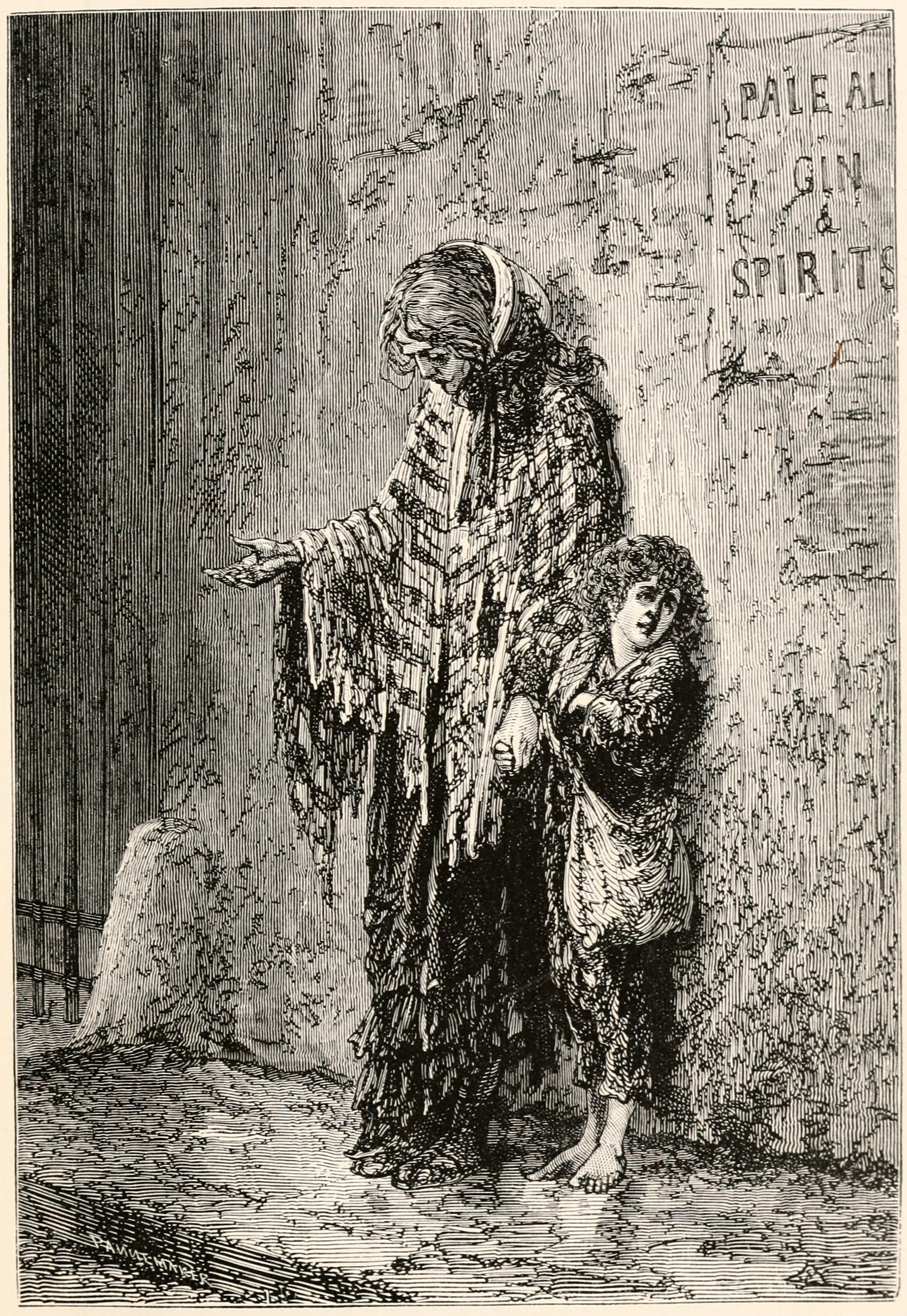
?
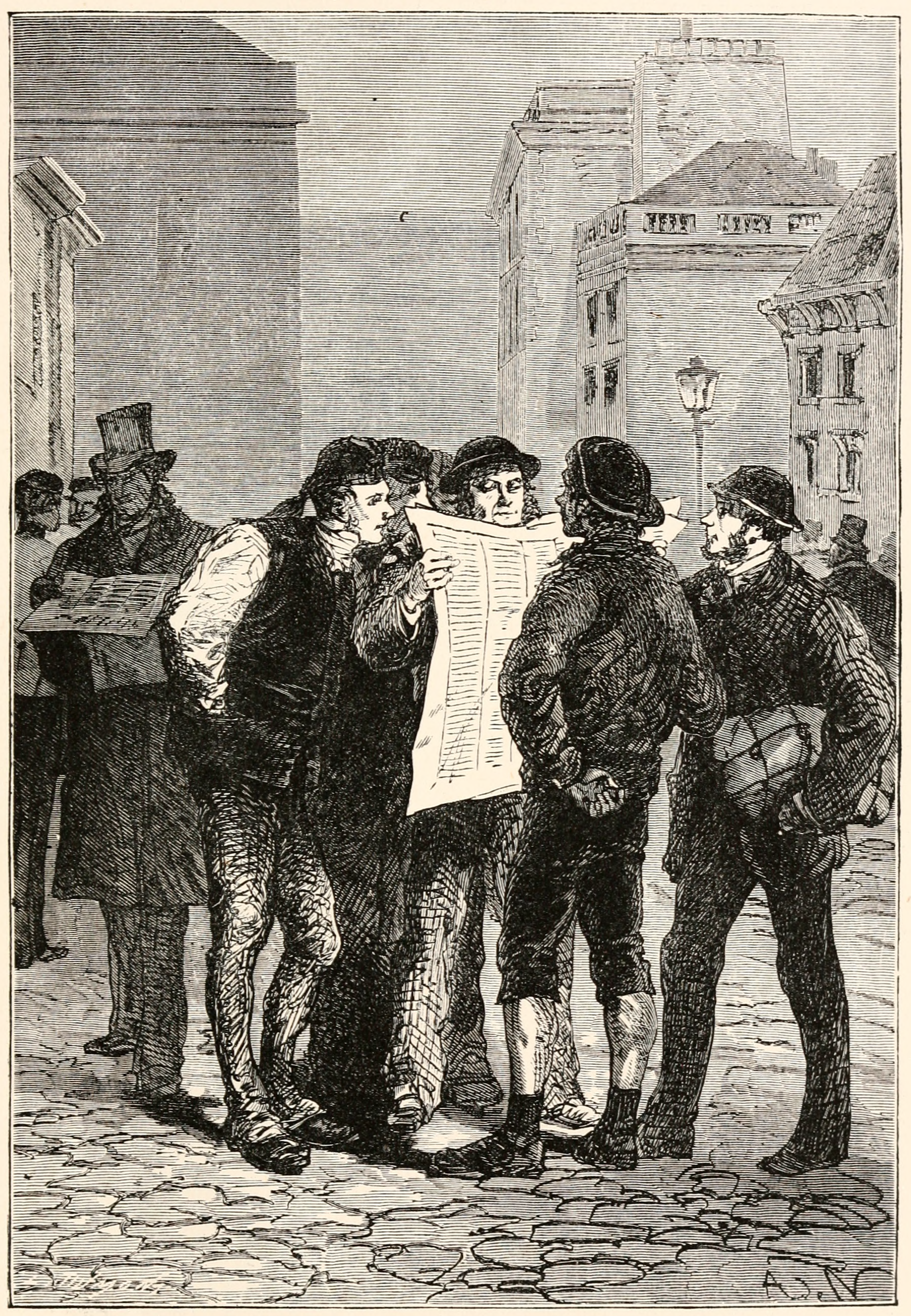
Читать газеты новости
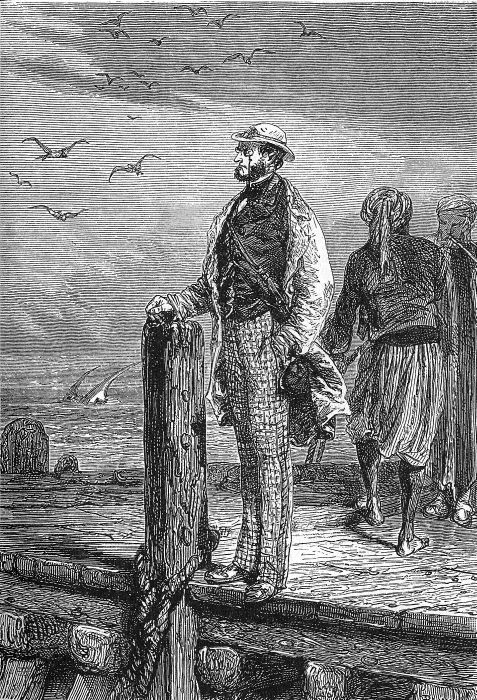
Фикс
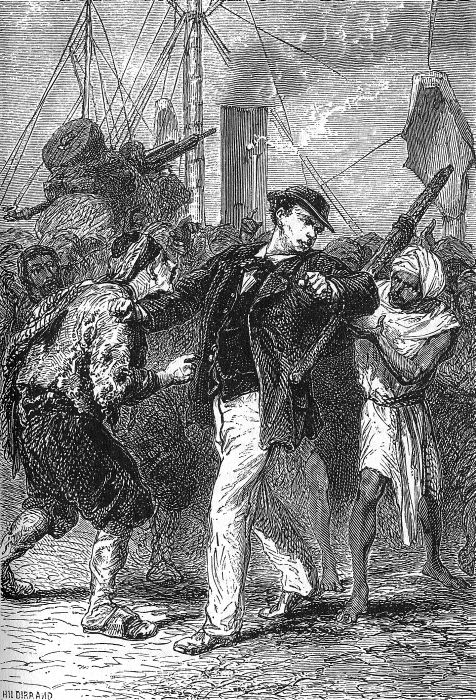
Паспарту в Суэце
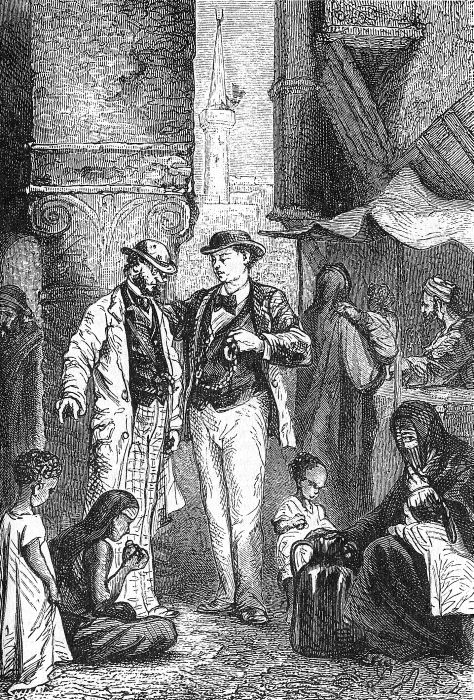
Паспарту и Фикс в Суэце
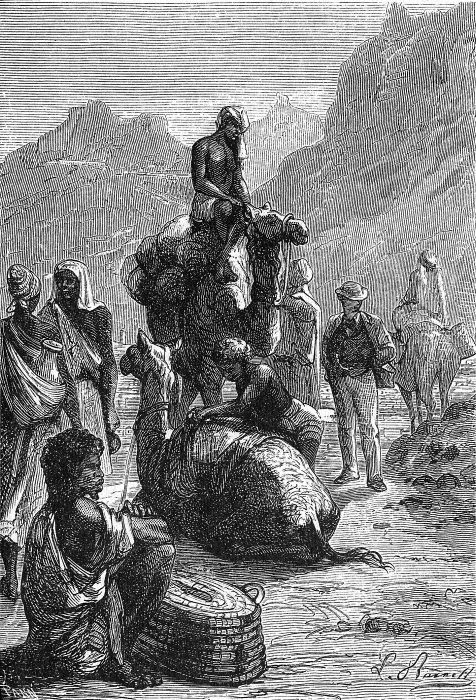
Всех разобрали
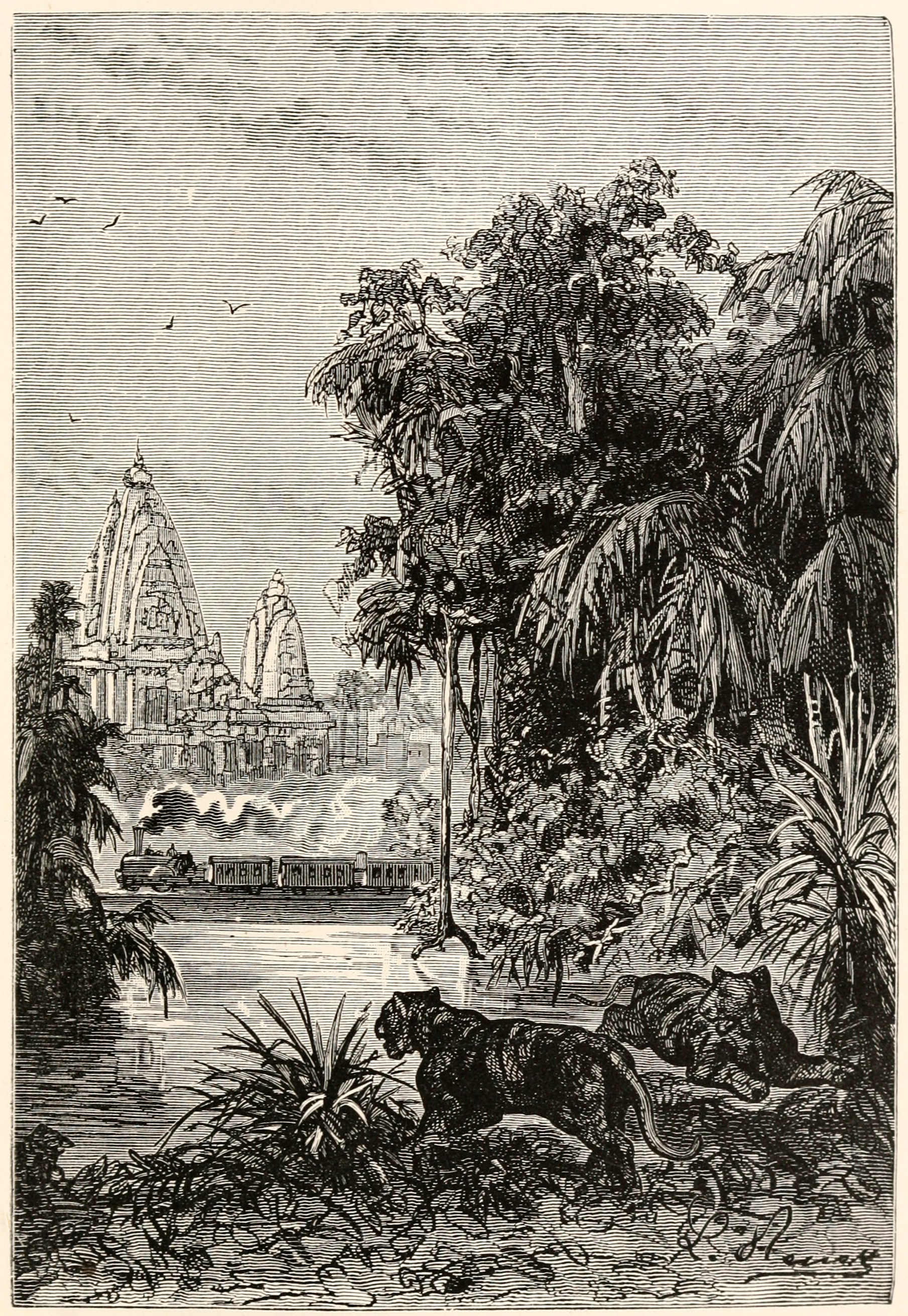
Индия
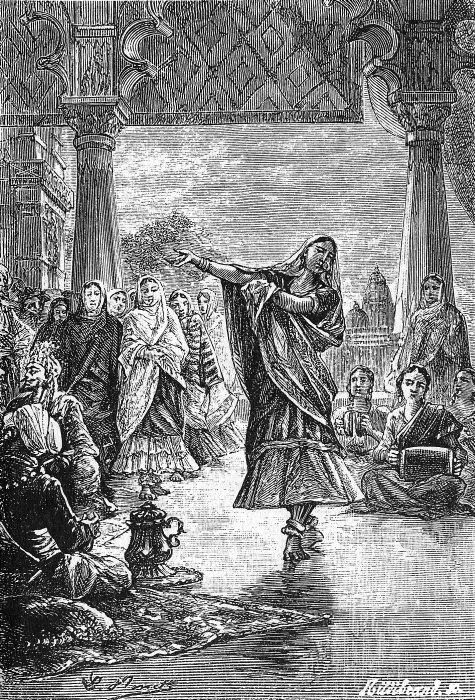
Танцы в Индии
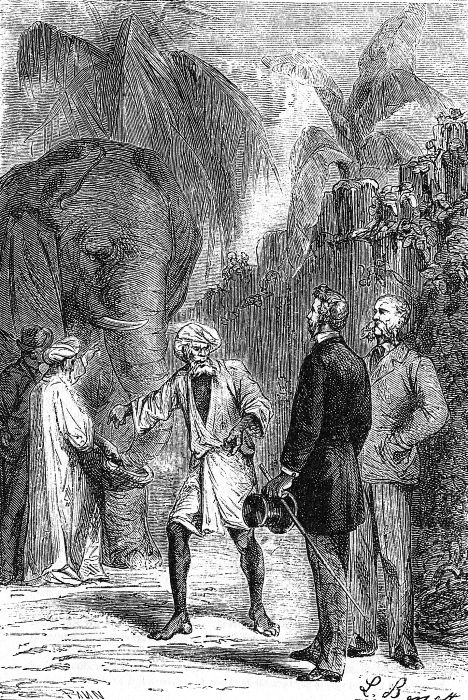
Незапланированная покупка
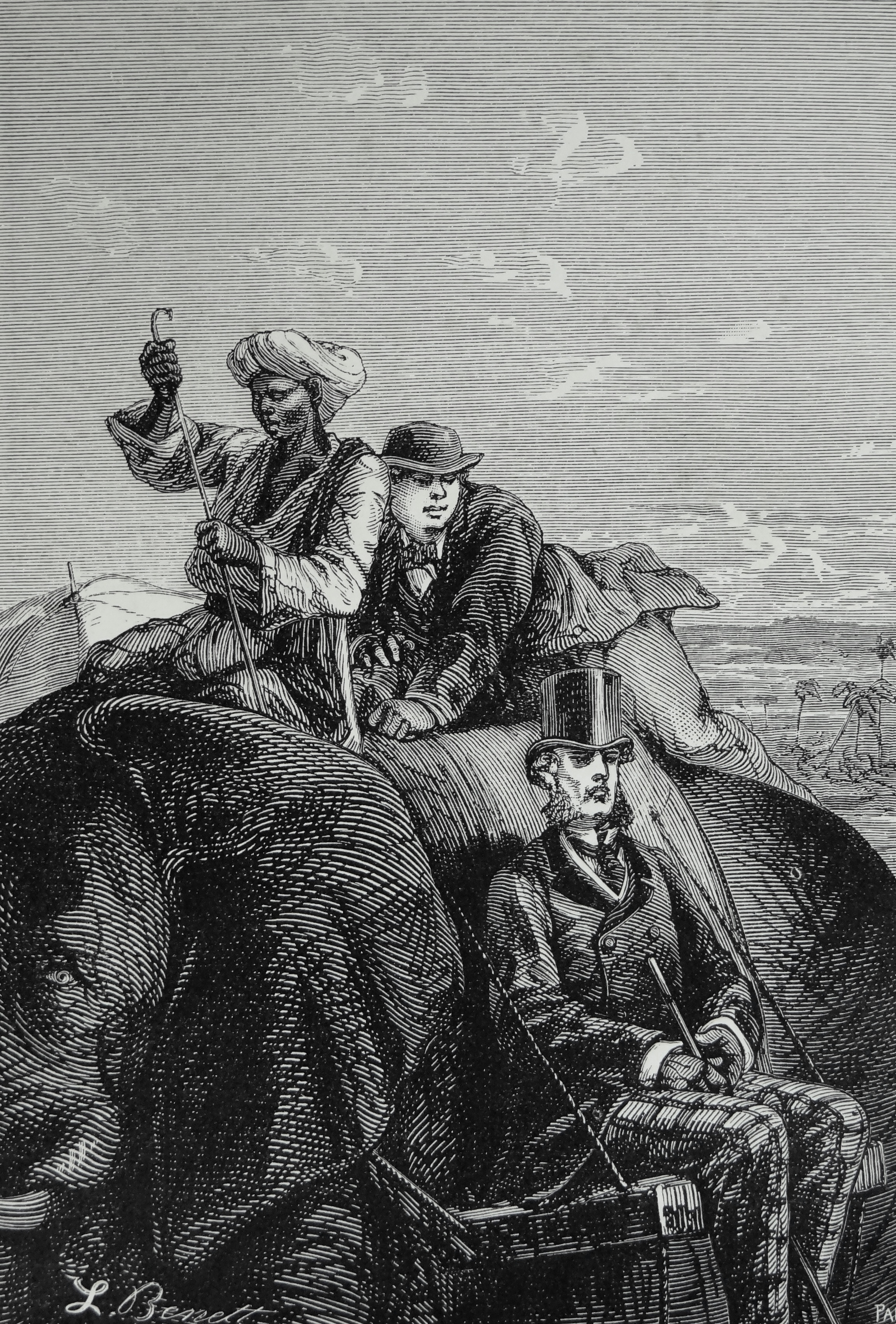
Путешествие на новом транспорте
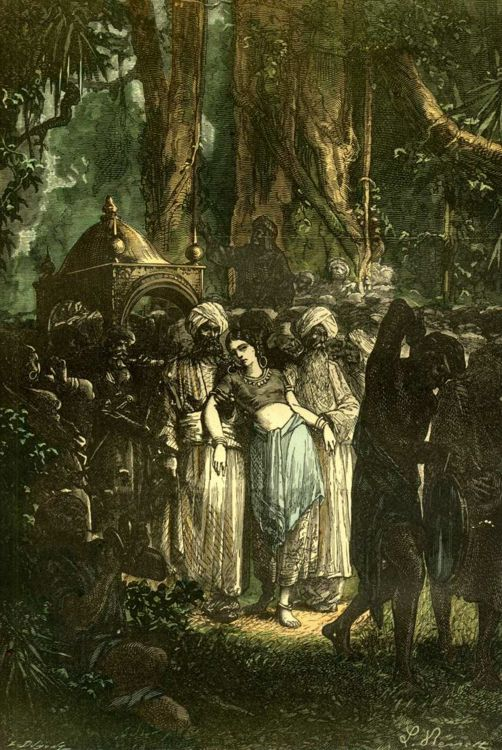
Индуска в плену
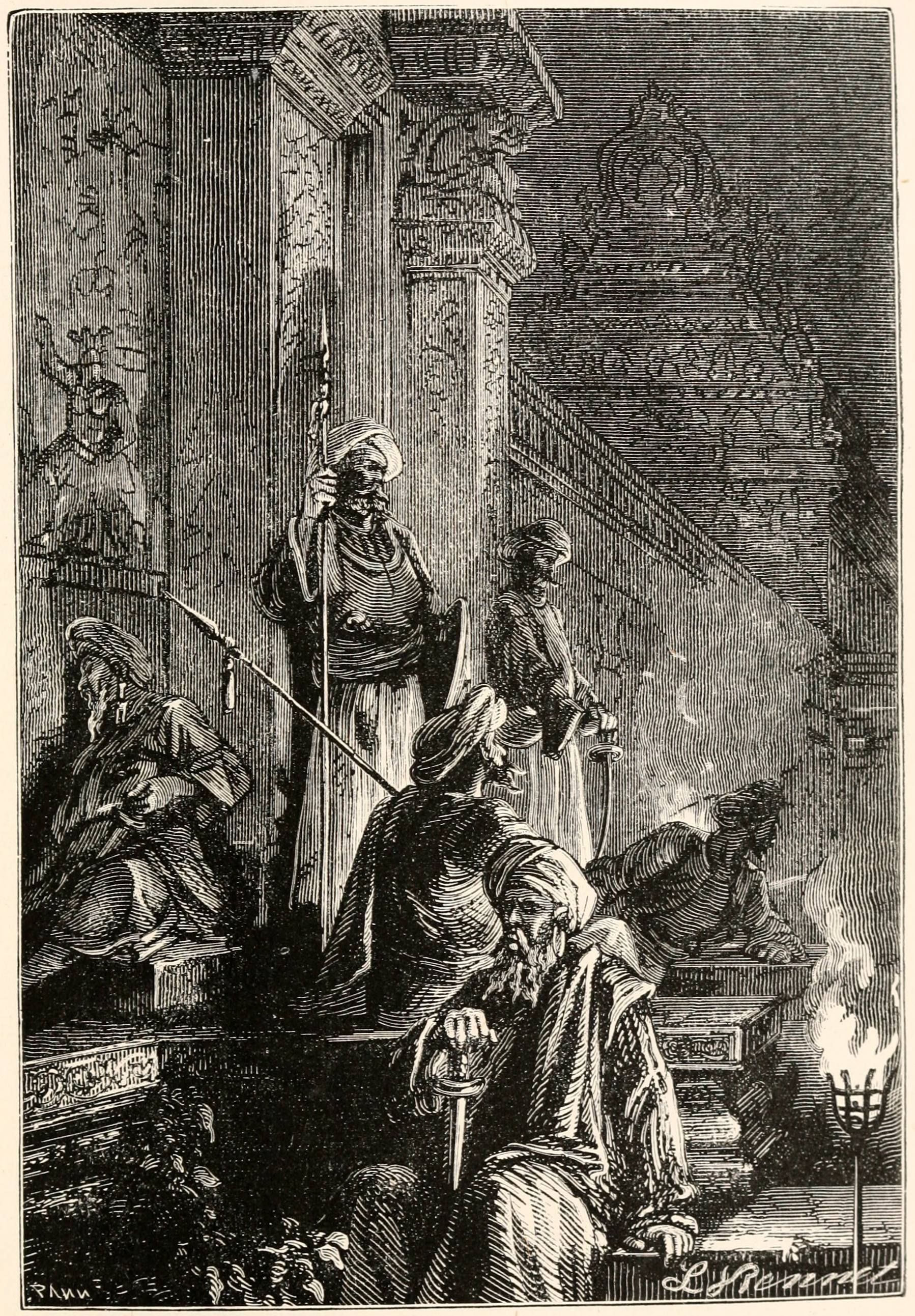
Церемония сожжения
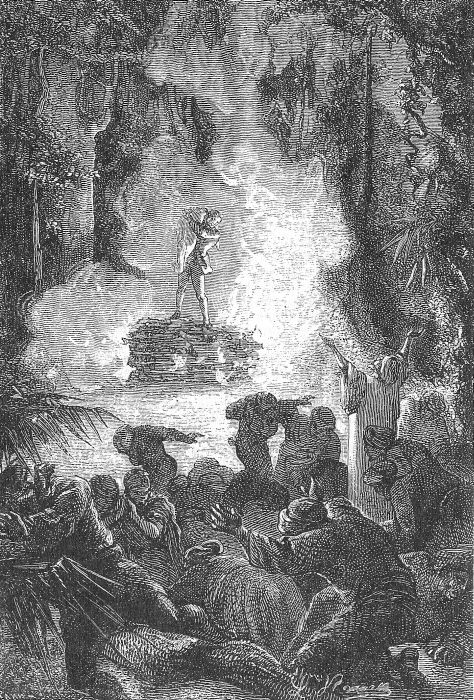
Спасение мисс Ауды
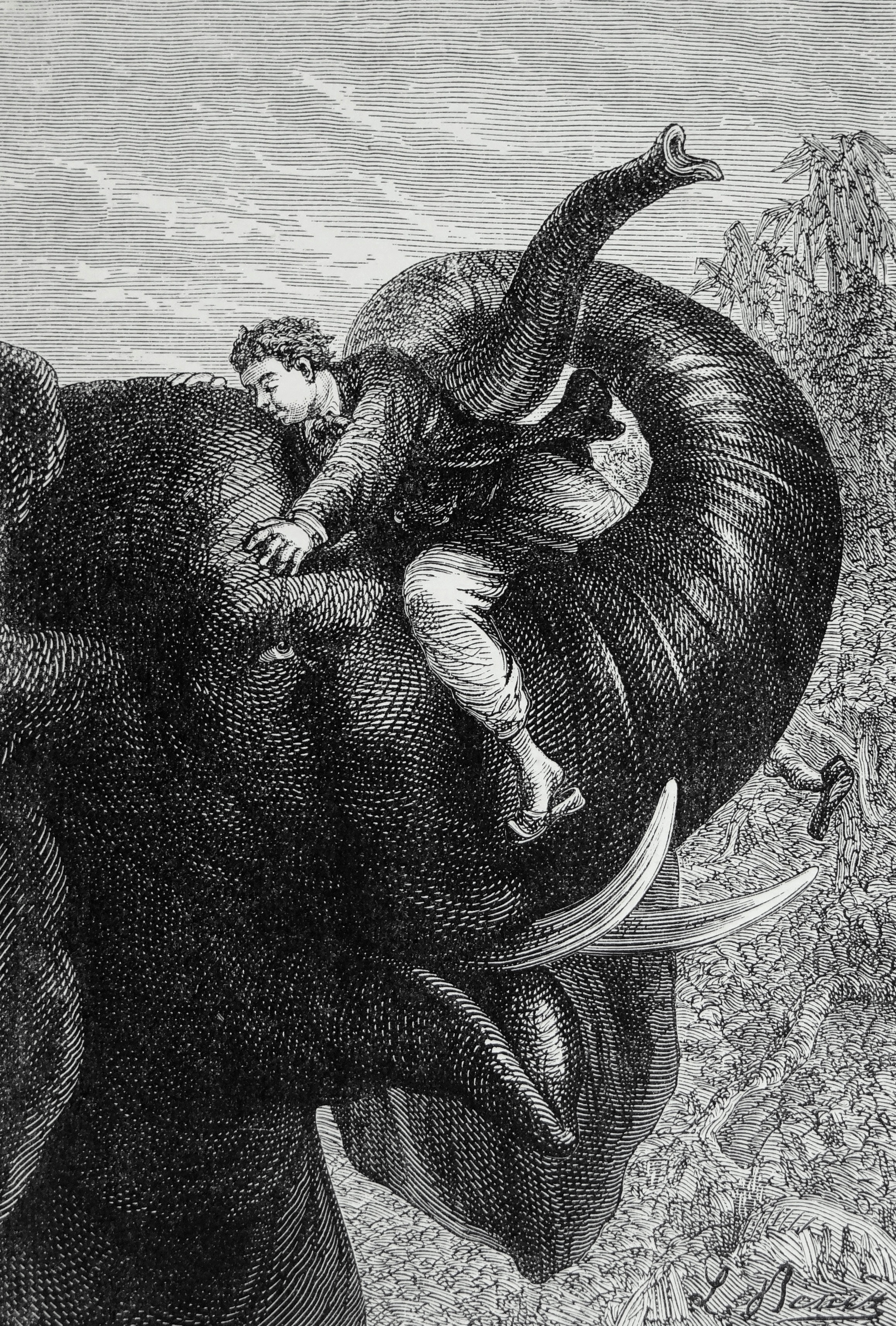
Прощание Паспарту со слоном
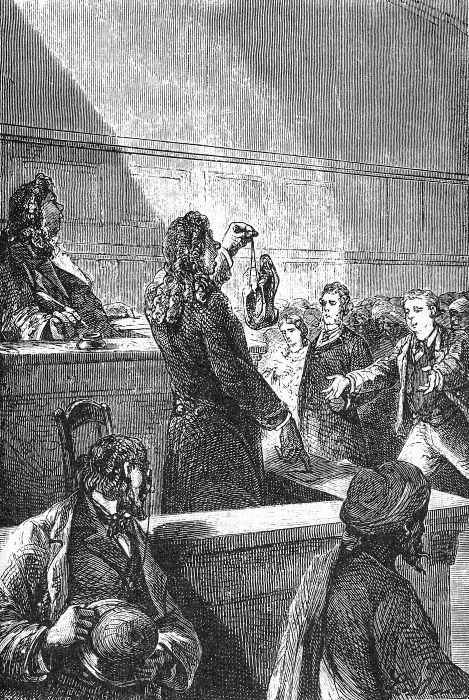
Судья
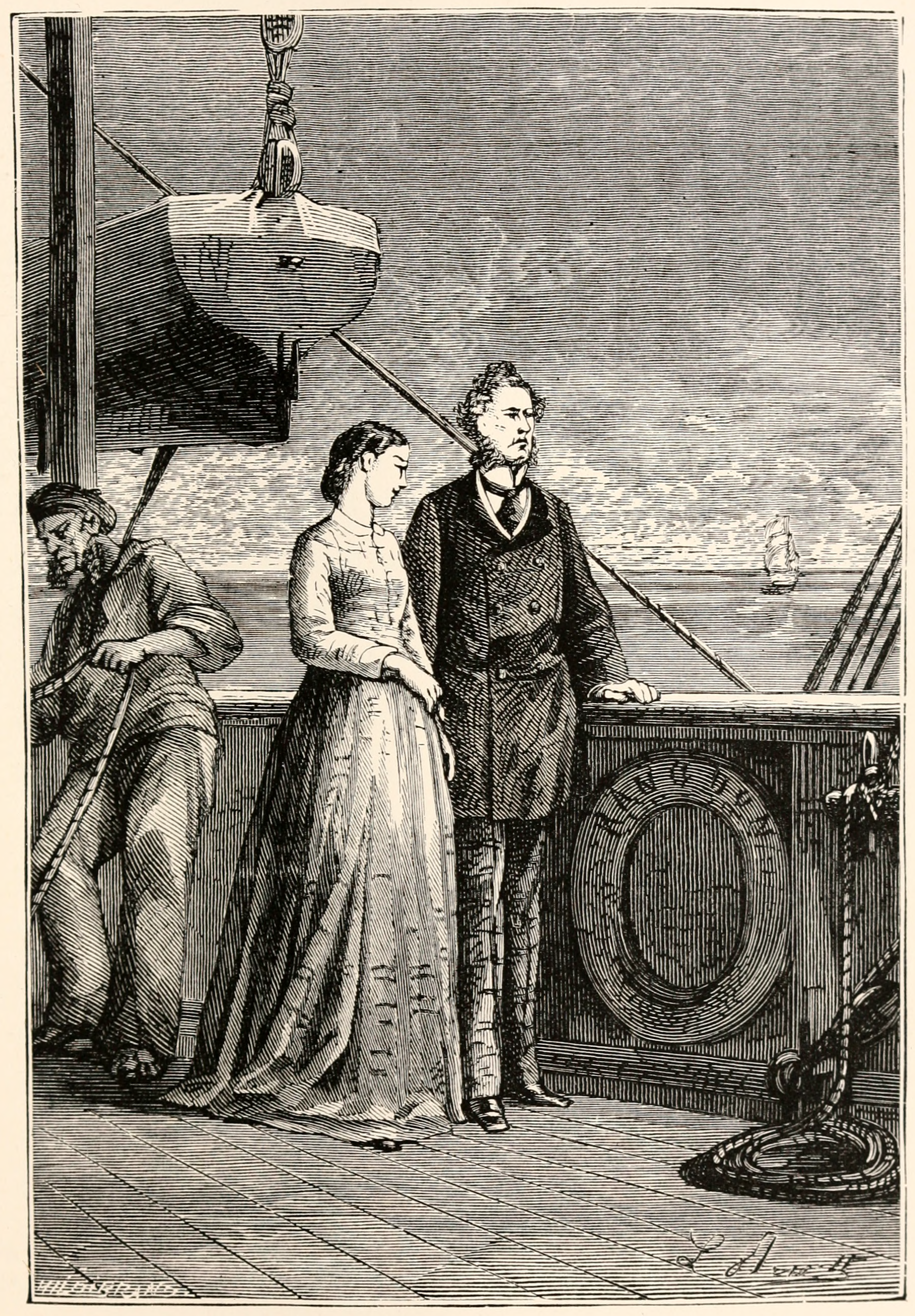
Ауда и Фогг
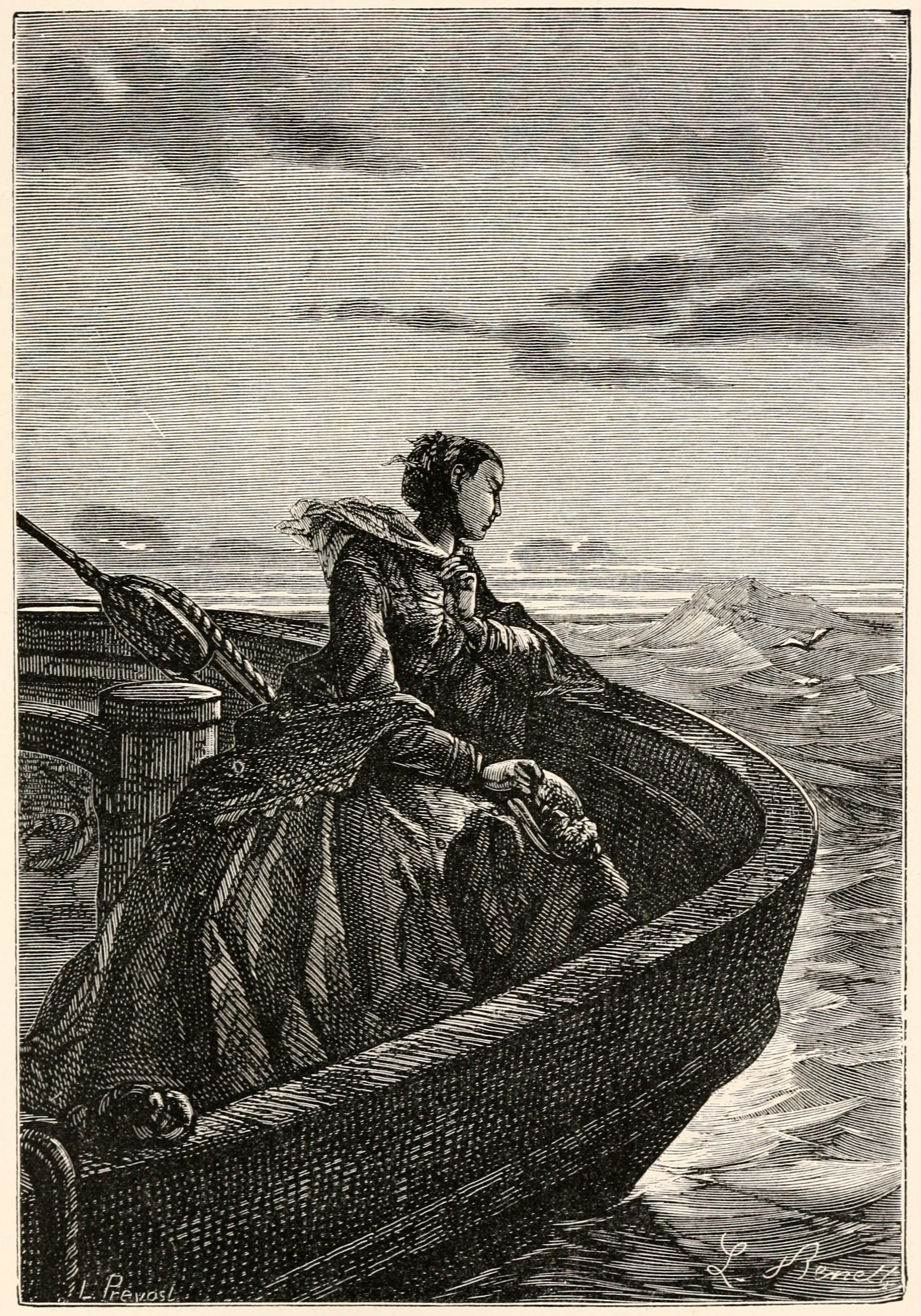
Ауда на корабле
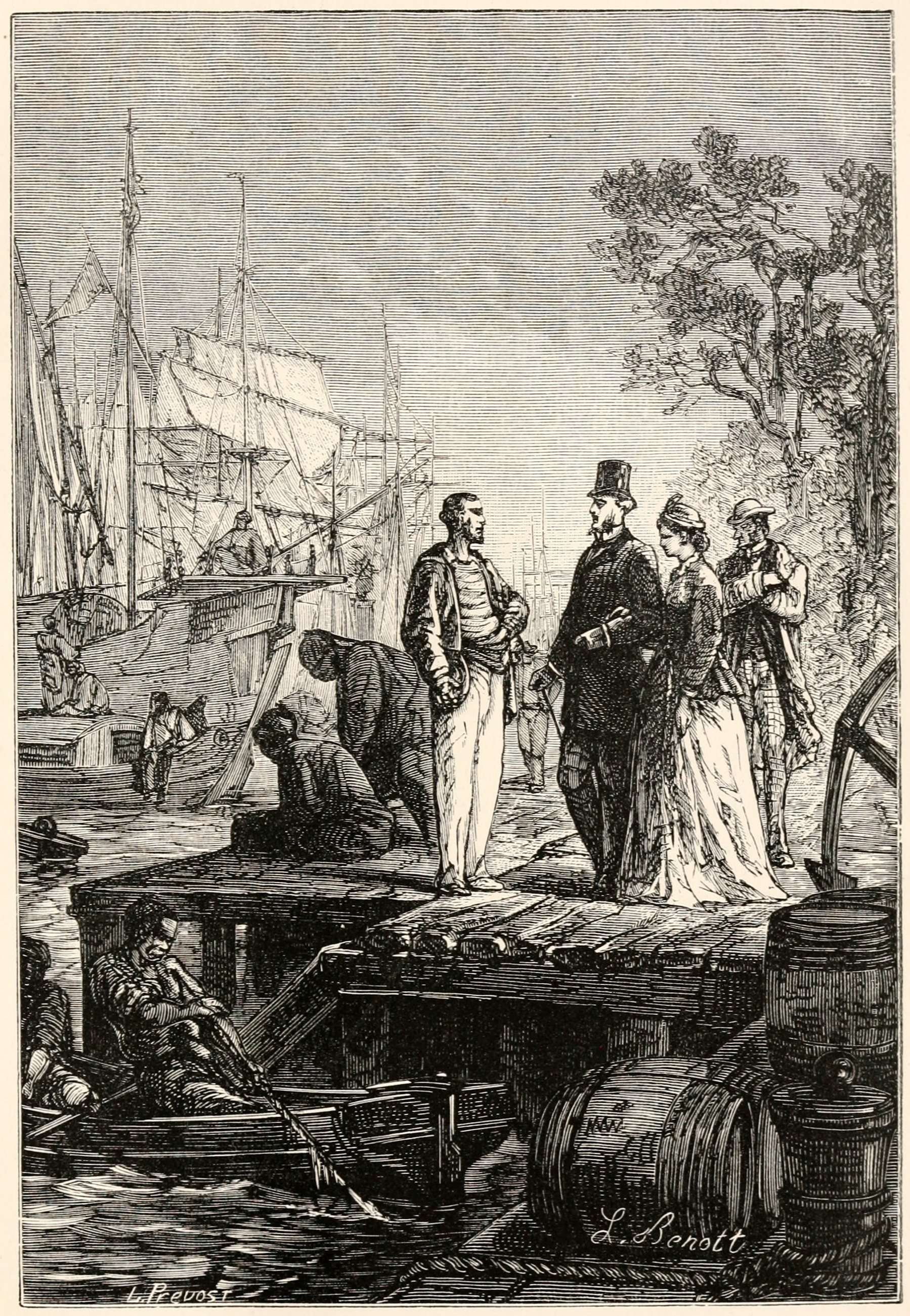
?
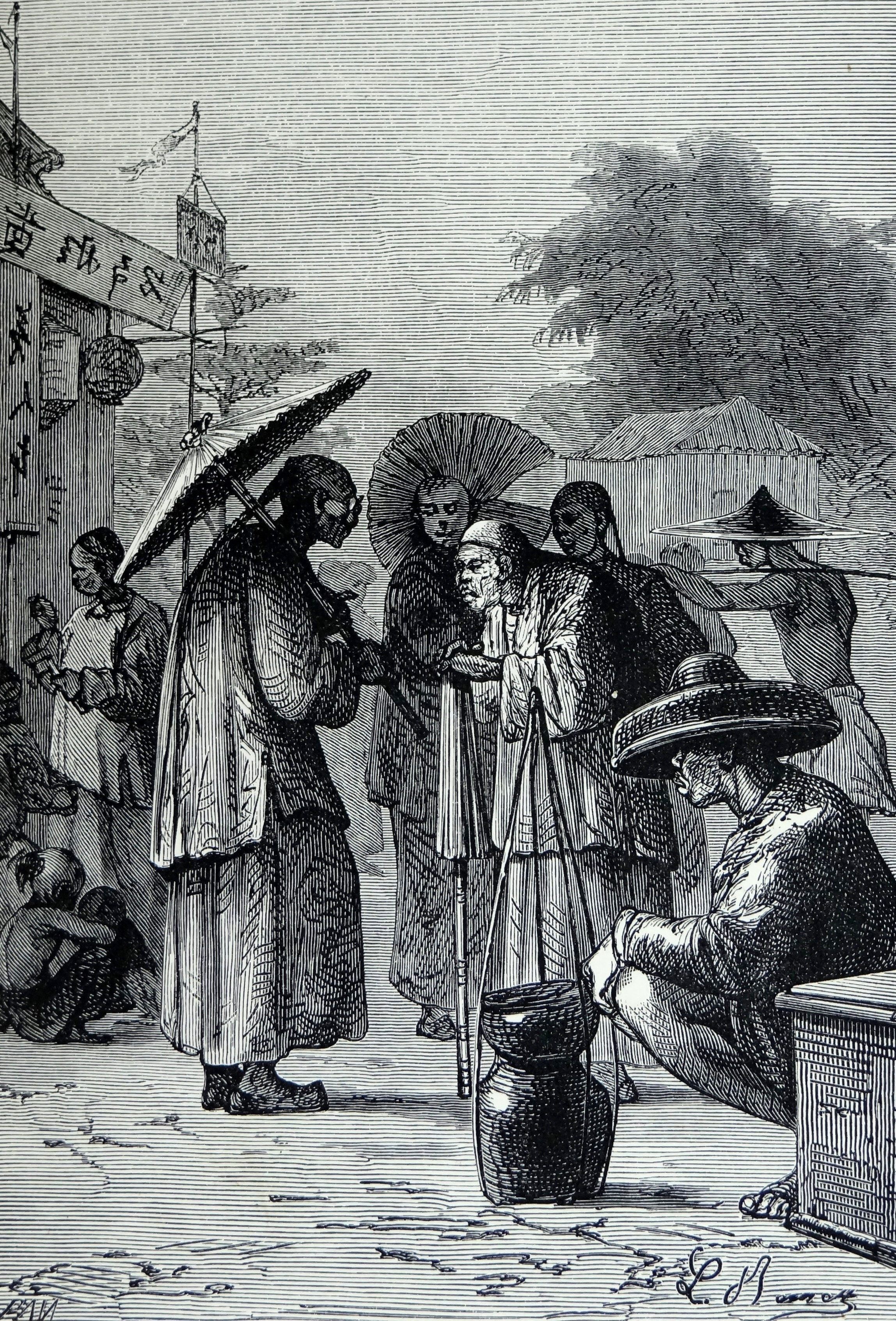
Китай
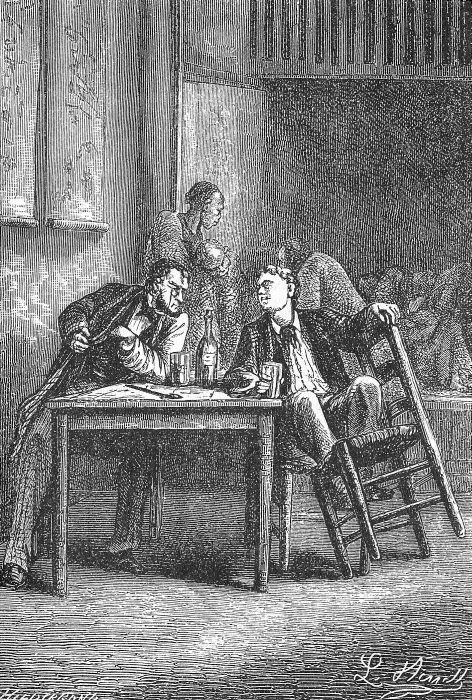
В курильне
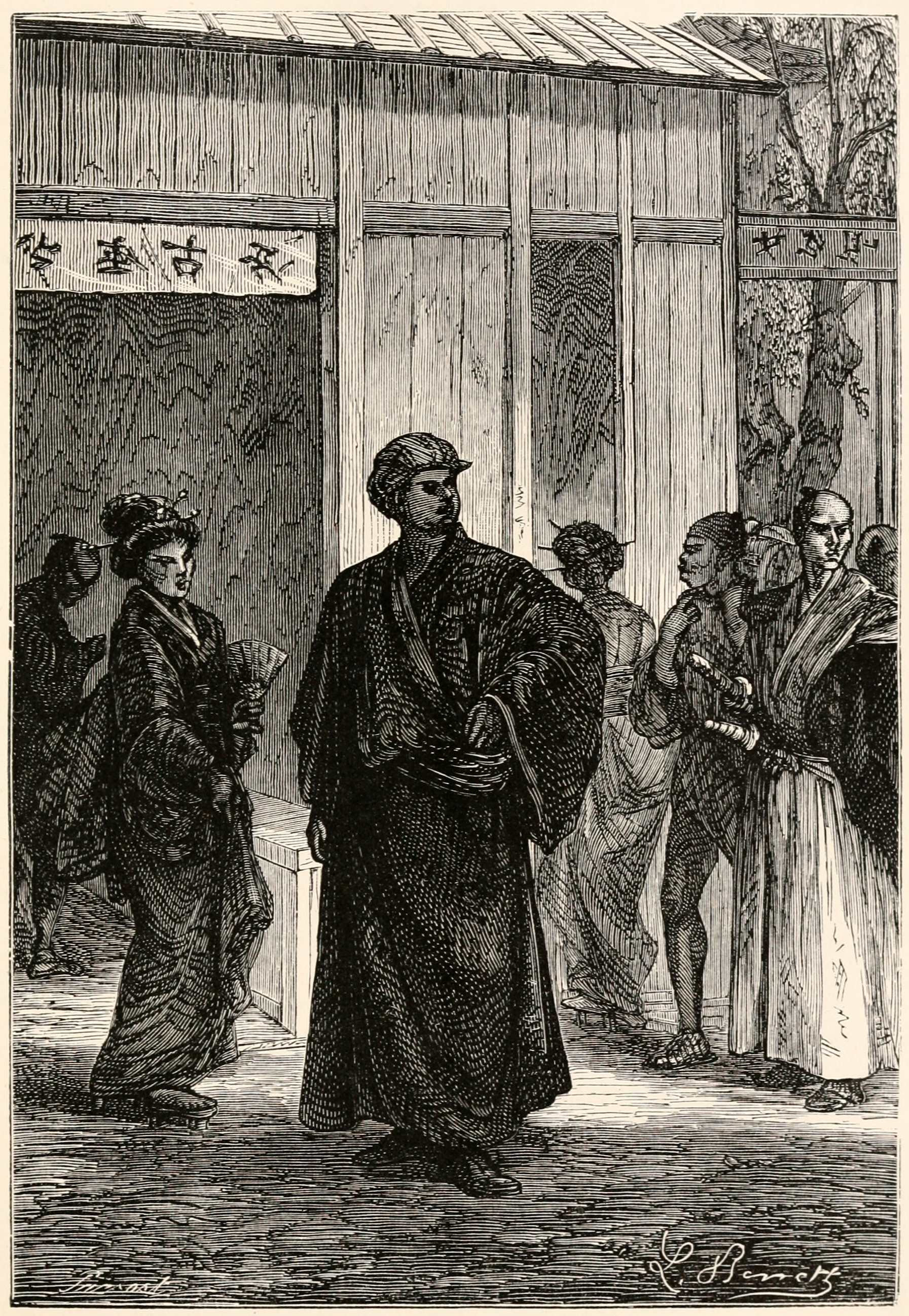
Япония
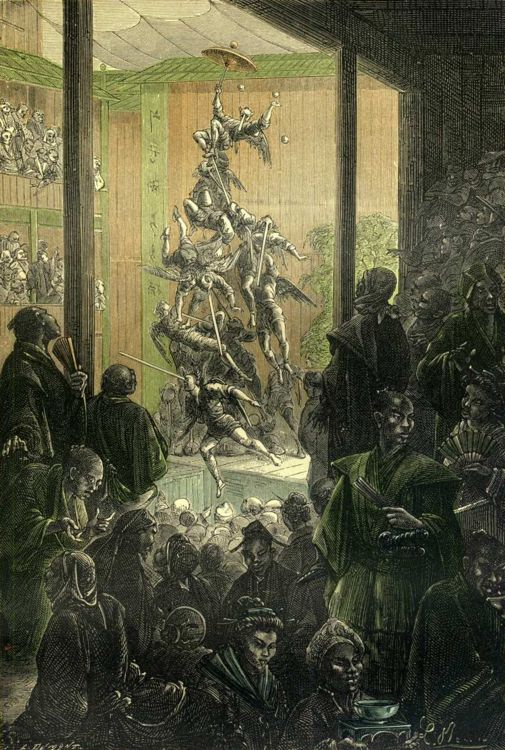
Паспарту на циркач в Йокогамы
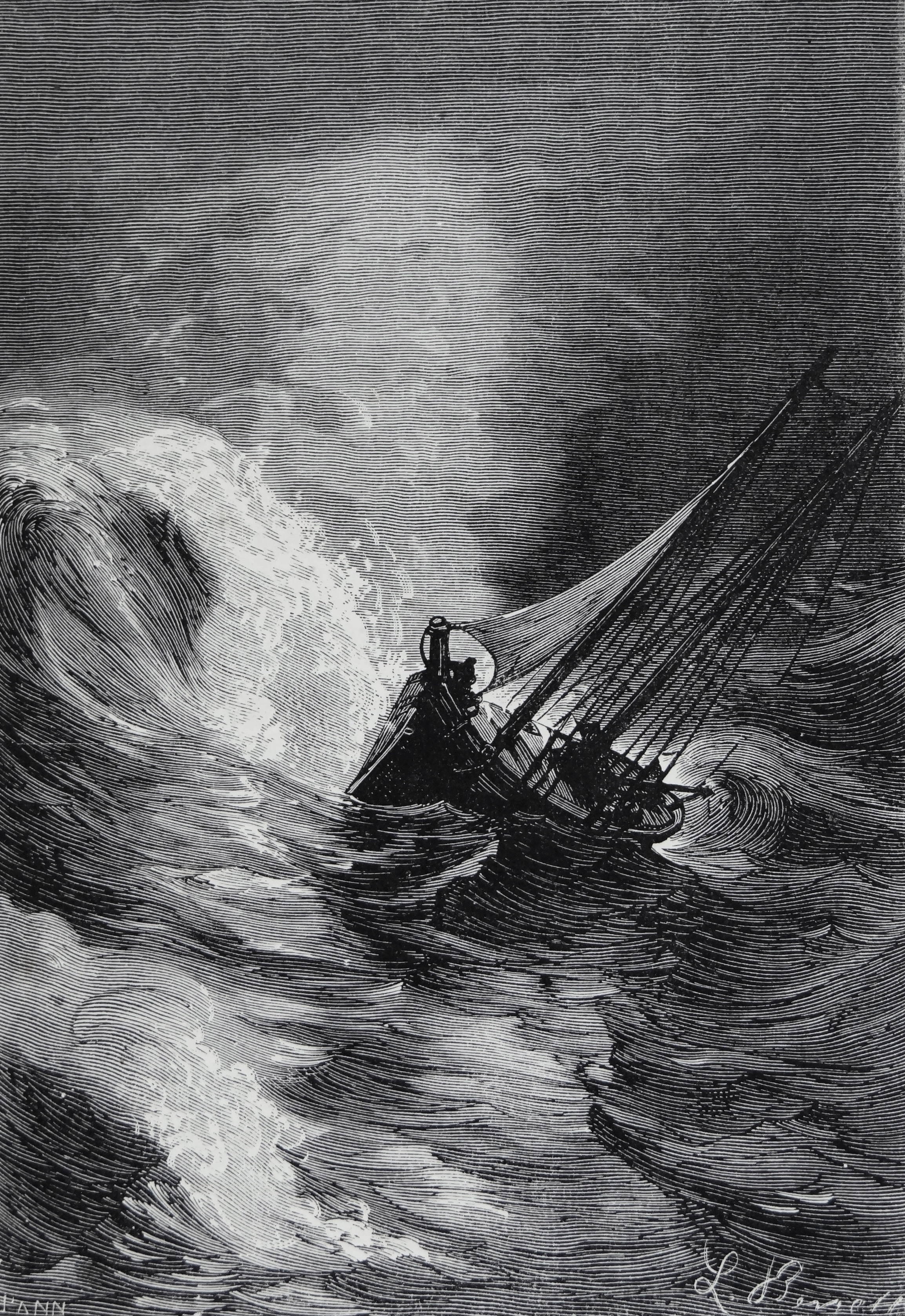
Шторм
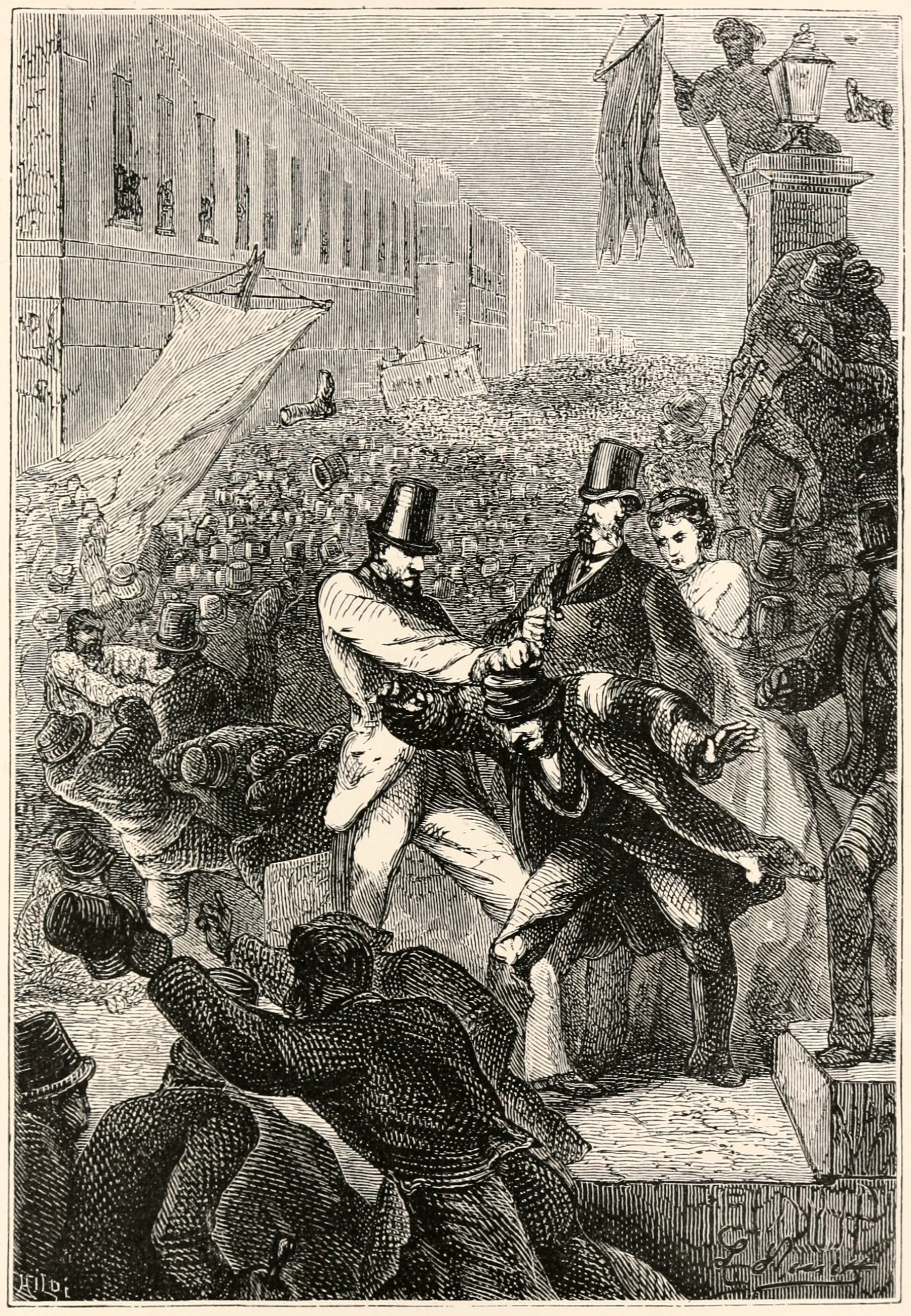
Сан-Франциско
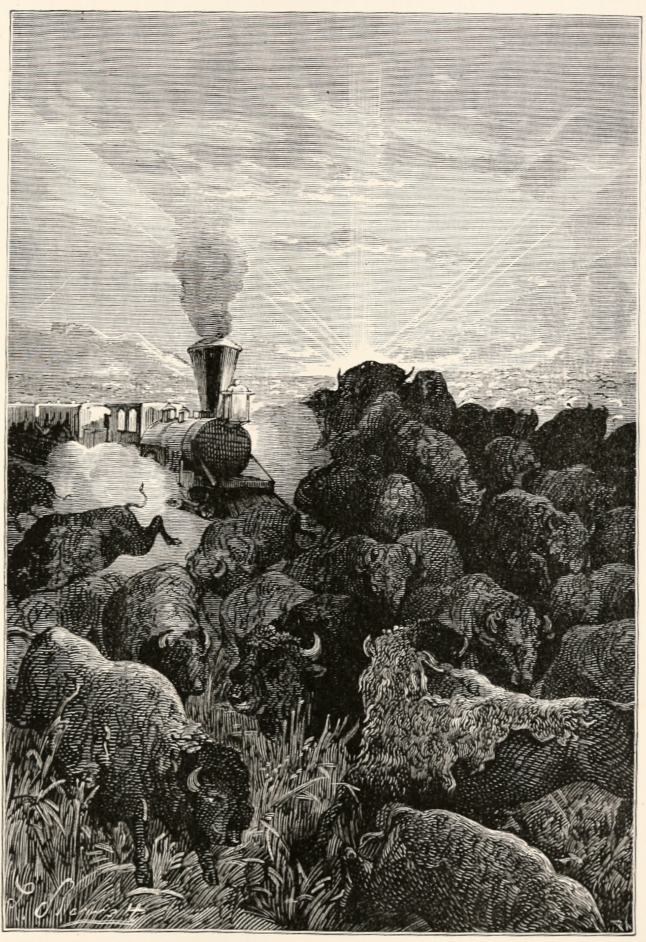
Встреча Поезда  со стадом бизонов
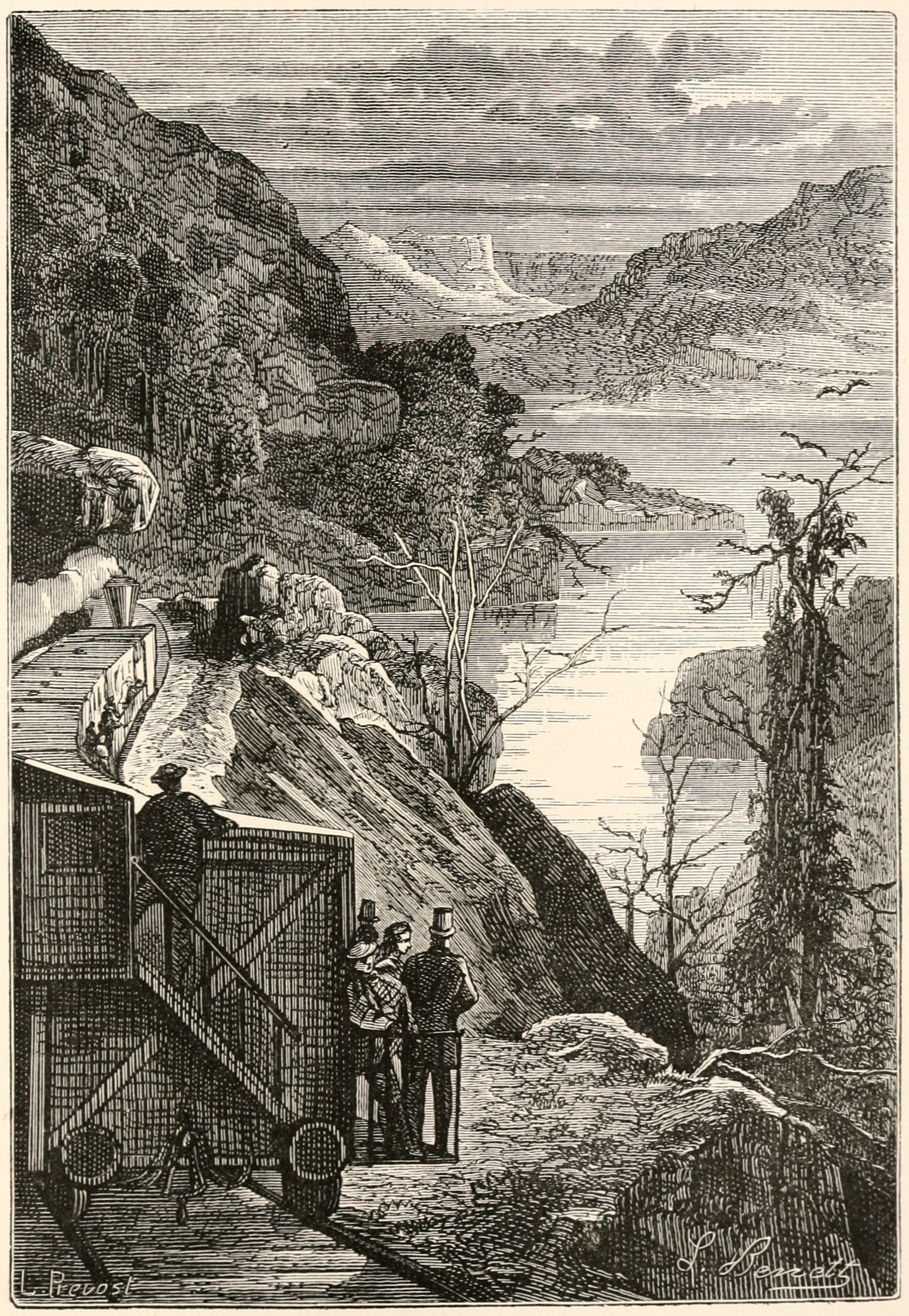
Поезд гора в США
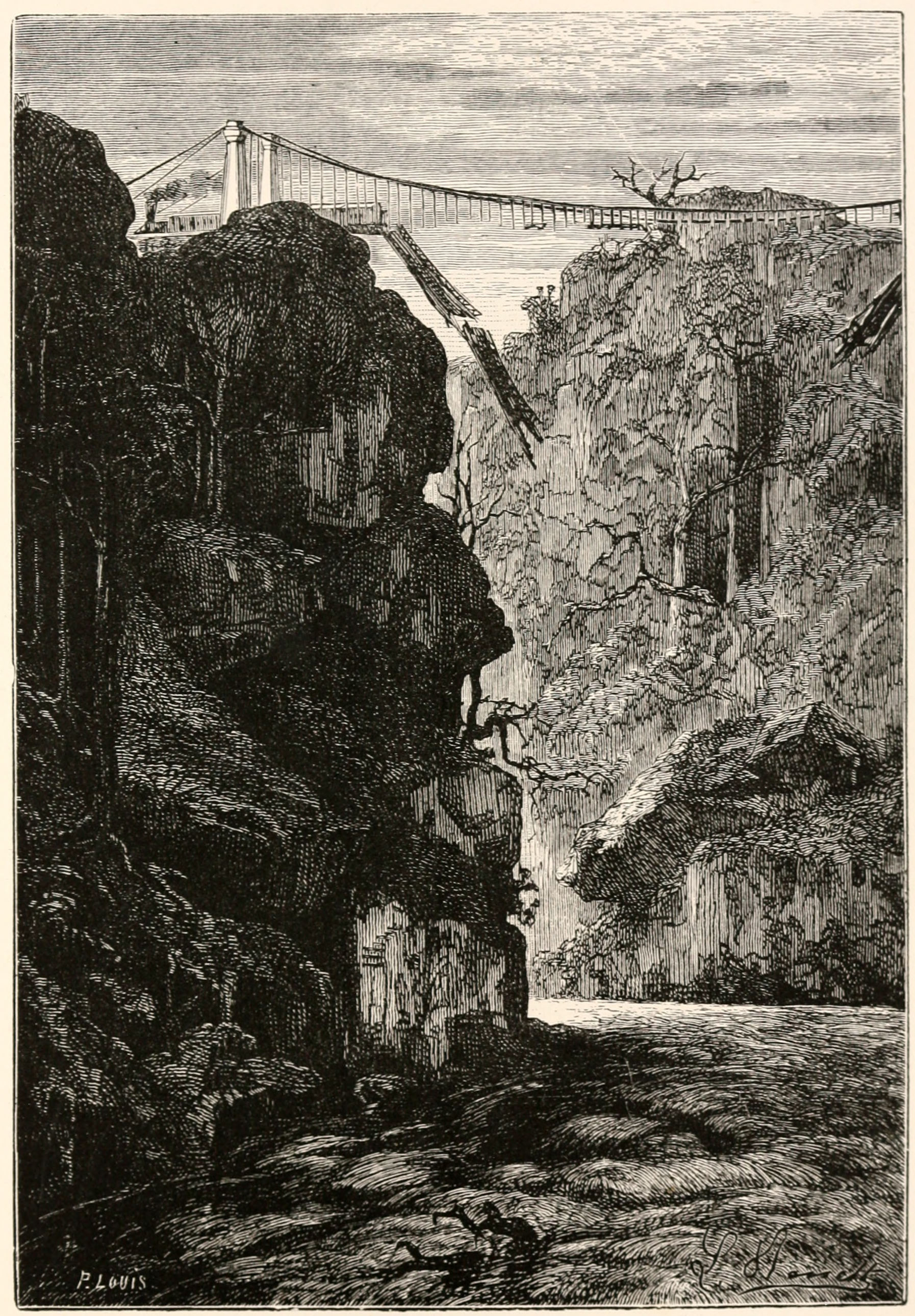
Обрушение моста на железной дороге
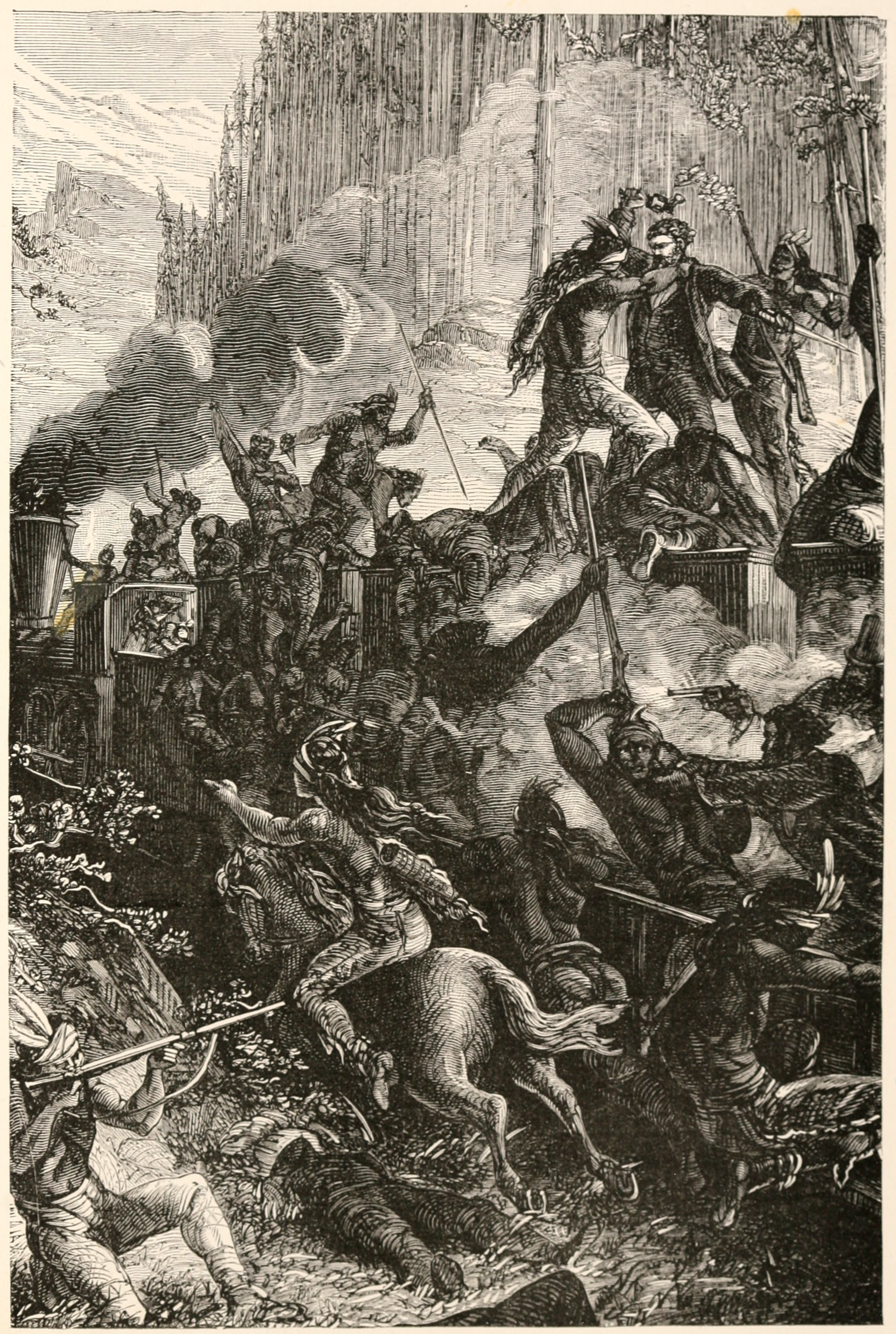
Нападение индейцев на поезд
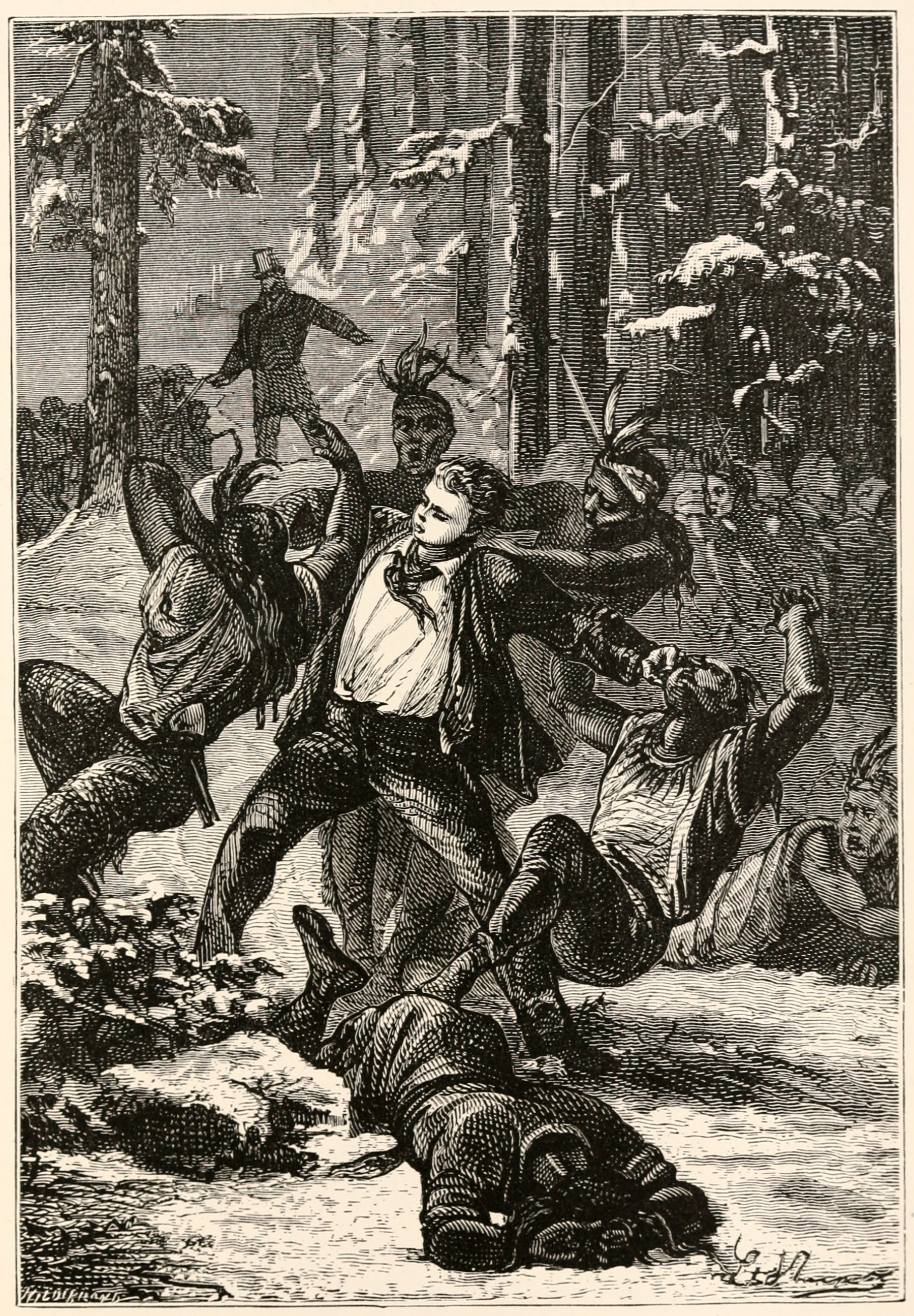
Паспарту нападение индейцев
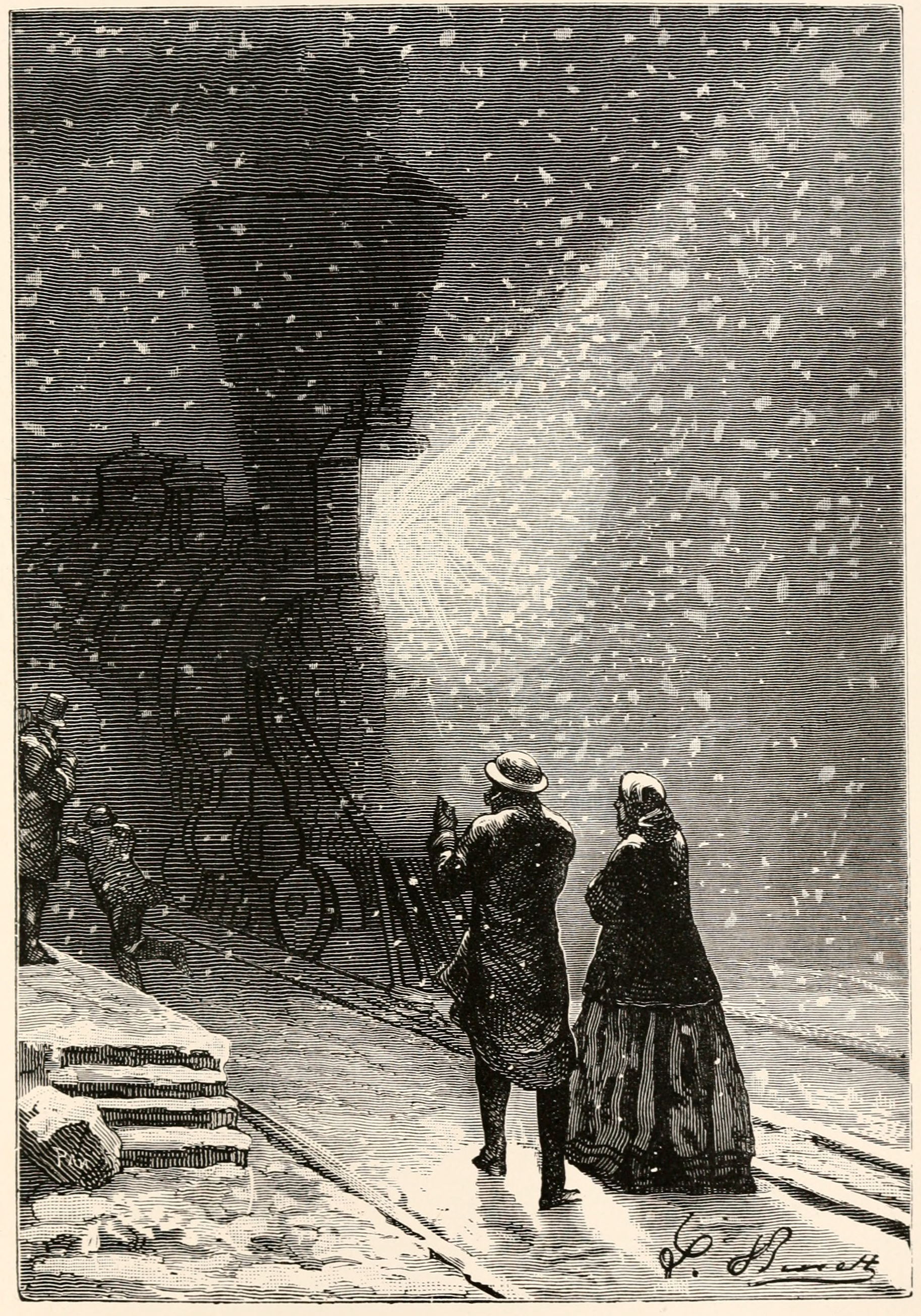
Поезд в Чикаго
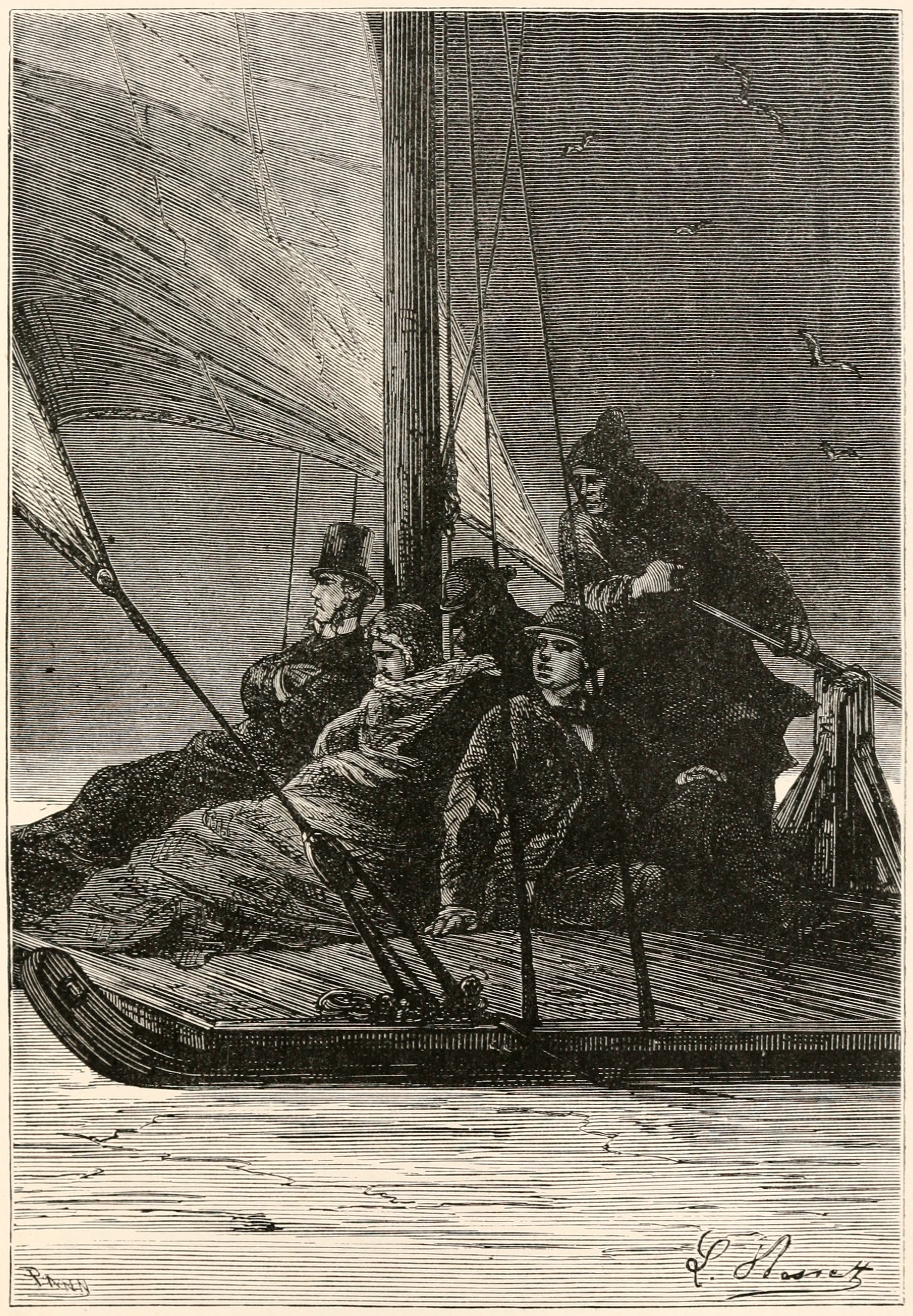
Поездка на санях под парусом
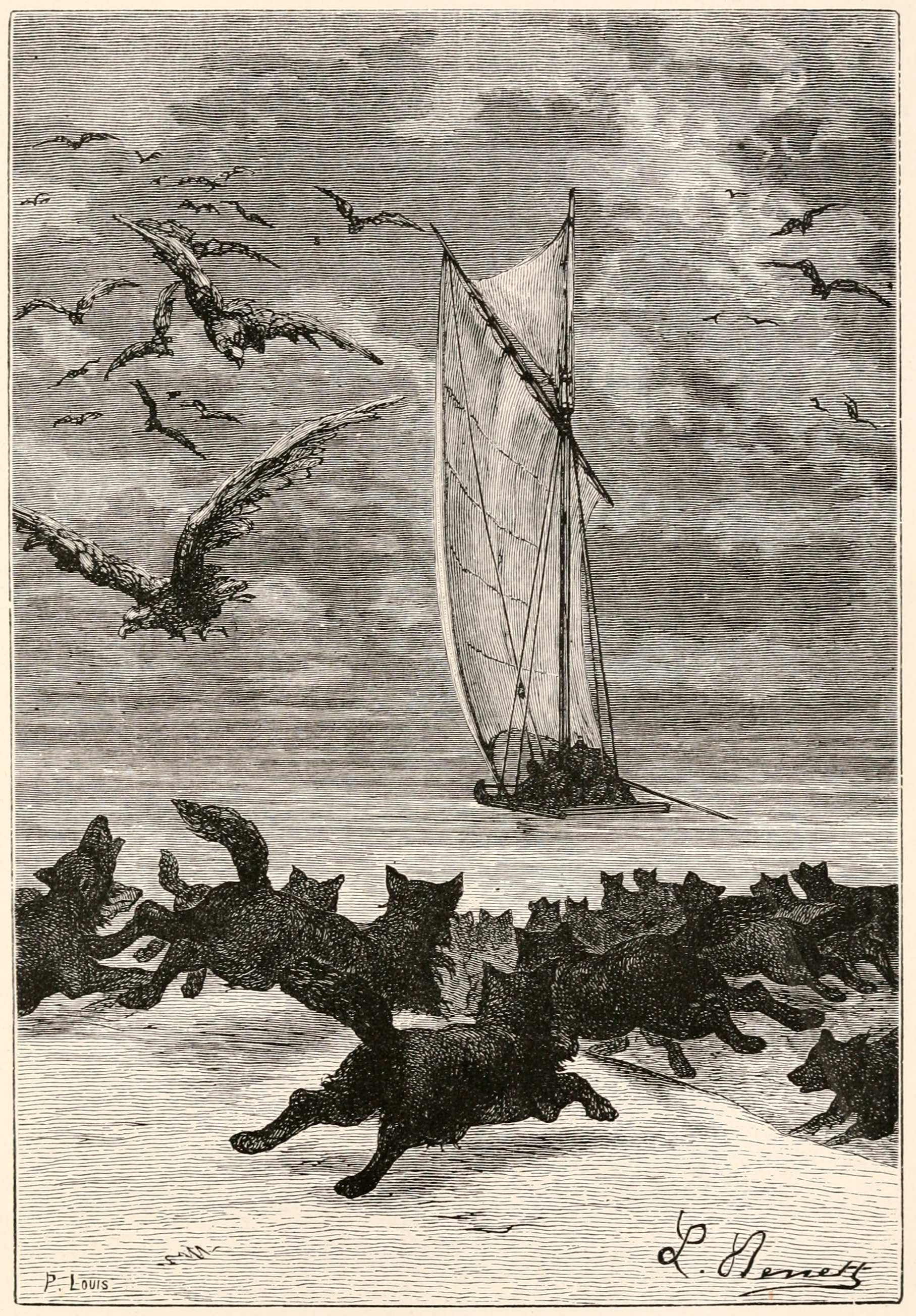
Поездка на санях под парусом
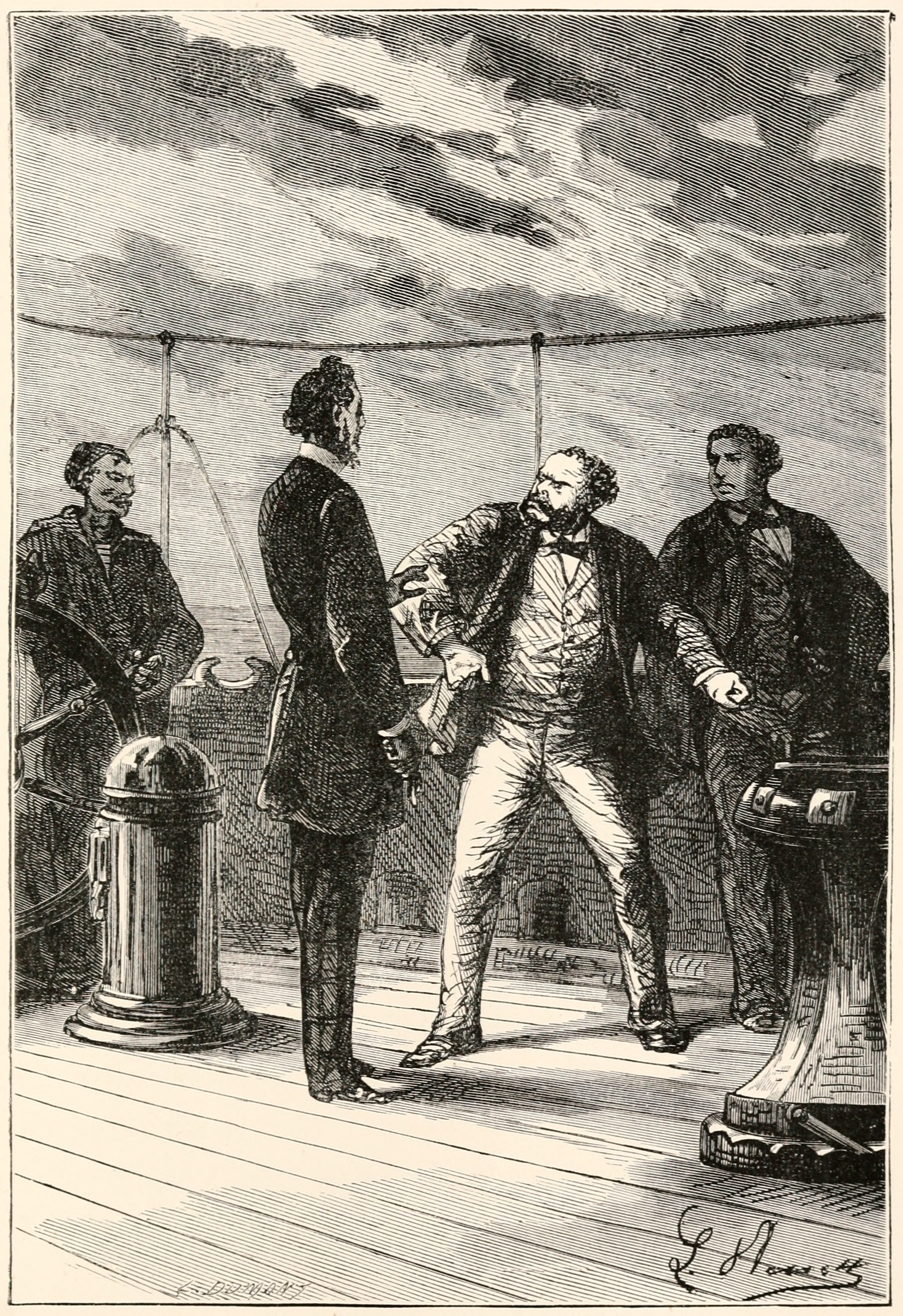
Фогг и капитан парохода «Генриетта»
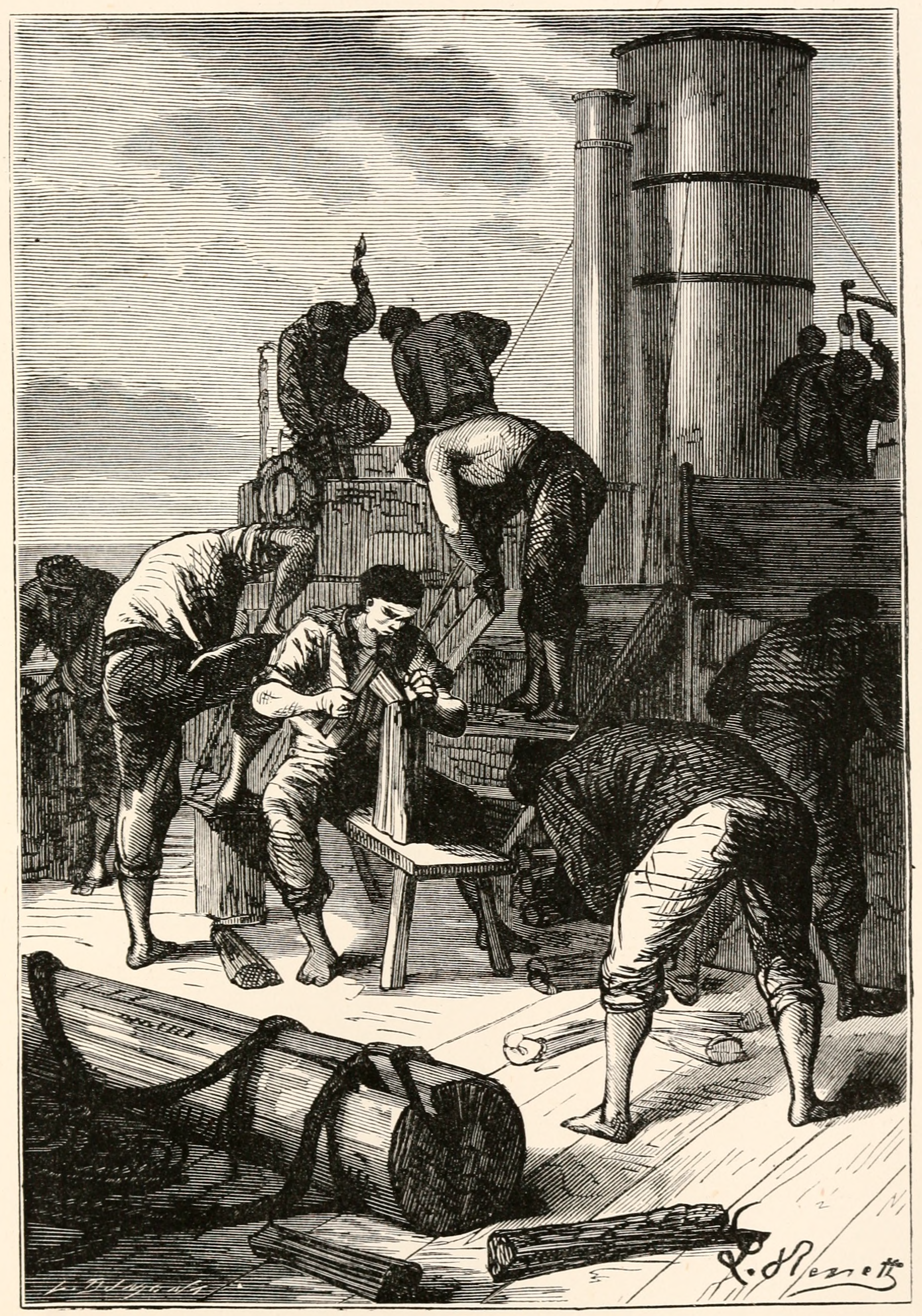
Сжечь все его деревянные части в корабли
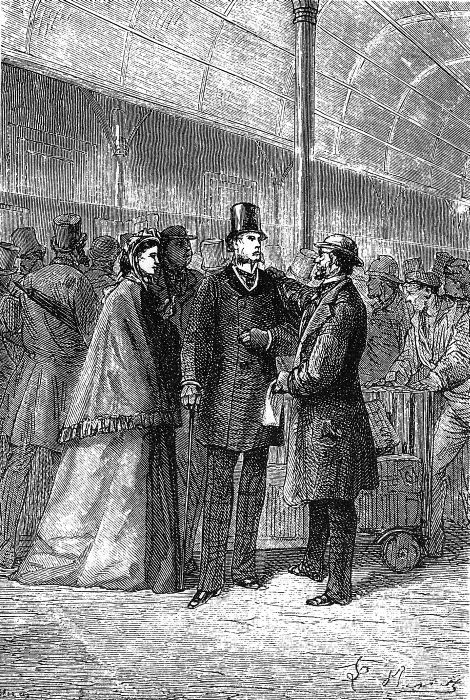
Фикс арестовывает Фогга
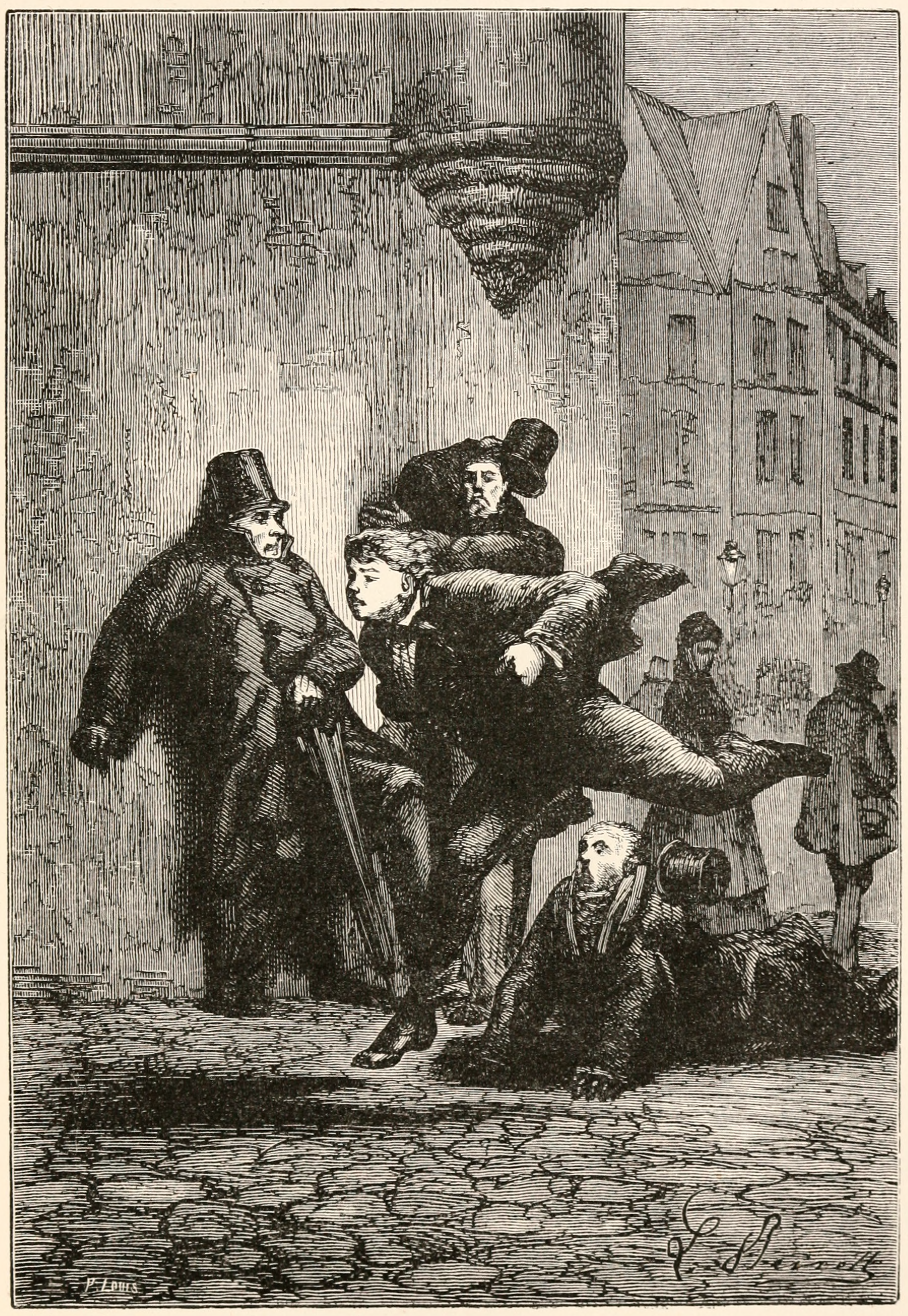
Паспарту спешит сообщить Фоггу, что пари еще не проиграно
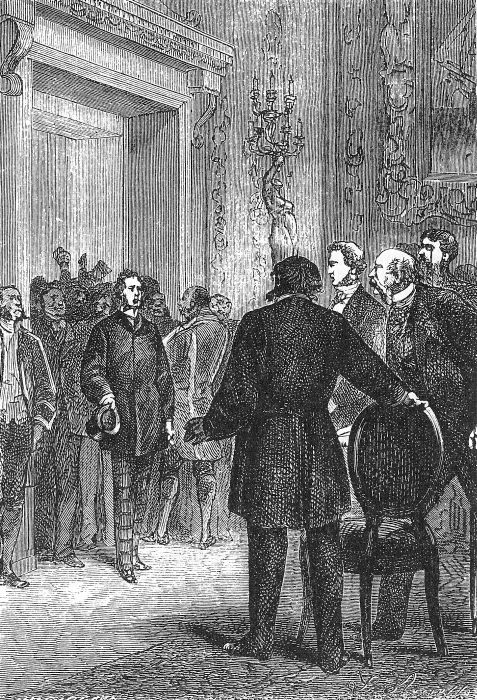
Фогг входит в клуб во главе толпы

## Экранизации

### В кинематографе
- 1919 — «Вокруг света за 80 дней» (Германия)
- 1956 — «Вокруг света за 80 дней» (США, Великобритания)
- 1989 — Мини-сериал «Вокруг света за 80 дней» (США, Италия, Германия, Югославия)
- 2004 — «Вокруг света за 80 дней» (США, Великобритания, Германия, Ирландия)
- 2021 — Телесериал «Вокруг света за 80 дней» (Великобритания, Франция, Германия, Италия, ЮАР)

### В мультипликации
- 1972 — Мультсериал «80 дней вокруг света» (Австралия)
- 1976 — «Кругосветное путешествие Кота в сапогах» (Япония)
- 1977 — «Большое путешествие Болека и Лёлека[пол.]» (Польша)
- 1983 — Мультсериал «Вокруг света с Вилли Фогом» (Испания-Япония)
- 1988 — «Вокруг света за 80 дней[англ.]» (Австралия)
- 2000 — «Кругосветное путешествие Твити[англ.]» (США)
- 2021 — «Вокруг света за 80 дней» (Франция, Бельгия)